# Aigrefeuille-d'Aunis
Pour les articles homonymes, voir Aigrefeuille.
Aigrefeuille-d'Aunis est une commune du Sud-Ouest de la France, située dans le département de la Charente-Maritime (région Nouvelle-Aquitaine).
Ancien chef-lieu de canton et ancien siège d'une communauté de communes, Aigrefeuille-d'Aunis demeure par son poids démographique et économique un des trois principaux pôles urbains du Pays d'Aunis avec Surgères et Marans.

## Géographie

### Situation géographique

#### Description géographique

Position d'Aigrefeuille-d'Aunis en Charente-Maritime.

Aigrefeuille-d’Aunis est située dans le quart nord-ouest du département de la Charente-Maritime, dans la région de l’Aunis, à 25 km à l’est de La Rochelle, à 22 km au nord de Rochefort et à 15 km à l’ouest de Surgères.
Elle occupe une situation centrale dans la plaine de l’Aunis, position géographique qui est à l’origine de son essor urbain et économique contemporain.

#### Desserte de la ville
La commune d'Aigrefeuille-d'Aunis est traversée, au sud de son agglomération, par la RD 939 qui relie La Rochelle à Périgueux, en passant par Surgères et Angoulême. 
Elle est reliée à Rochefort par la RD 5 qui correspond au tracé de l'ancienne plate forme de la voie ferrée, déposée en 1953.
Aigrefeuille-d'Aunis est traversée au sud de son agglomération par la ligne ferroviaire Poitiers-La Rochelle, à double voies, qui a été électrifiée en 1993 pour permettre le passage du TGV jusqu'à la gare de La Rochelle.

#### Villages, lieux-dits et écarts de la commune
La commune d'Aigrefeuille-d'Aunis est devenue officiellement une commune urbaine depuis le recensement de population de 1982. Ce critère de classement, établi par l'INSEE, découle du fait que le bourg a absorbé progressivement plusieurs écarts, lieux-dits et villages qui, encore, au XIXe siècle, étaient nettement séparés du chef-lieu de commune.
Ainsi, dans sa notice communale qu'il établit sur Aigrefeuille, M.A. Gautier informe ses contemporains que la commune possède dix villages et huit hameaux, en plus du bourg, état des lieux qu'il dresse en 1839.
Aujourd'hui, autour d'Aigrefeuille, se sont agglomérés successivement les villages de la Taillée et de Bois-Gaillard sur la rive droite du ruisseau le Virson, et sur la rive gauche, au sud-ouest, le gros village de la Fragnée et, sur la rive droite, le village le Péré.
Au sud, le village le Grand Chemin établit la jonction résidentielle entre l'agglomération d'Aigrefeuille et la zone industrielle du Fief-Girard, ainsi que le quartier de la Gare, par l'avenue d'Aunis, elle-même, prolongée par celle du Grand Chemin.
Au sud-est de l'agglomération, et séparée par la petite vallée agreste et boisée du Virson, des zones pavillonnaires se sont étendues autour de l'ancien village de l'Angle et l'ont soudé aux villages de Bois-Gaillard et de la Taillée.
Au nord-est d'Aigrefeuille, le village de Frace, qui a donné son nom au lac, s'est progressivement soudé à l'agglomération par deux importants lotissements pavillonnaires (le hameau du Lac et le Fief des Dames).
Encore à l'écart de l'agglomération centrale, se trouve, au sud-est, le gros village de la Planterie. Ce dernier est situé entre Puydrouard, gros village de la commune voisine de Forges, et l'agglomération d'Aigrefeuille-d'Aunis.
Tout au nord de la commune et à cheval sur la limite communale, se trouve le petit écart de Panonnière. Ce dernier est situé sur une molle éminence, face à la petite commune voisine de Virson.
Tout à l'ouest de la commune et limitrophe de Croix-Chapeau, se situe l'ancien complexe militaro-hospitalier de l'OTAN, fermé en 1967, et transformé depuis en zone d'activités, la zone Les Grands Champs, qui s'étend sur 56 hectares.

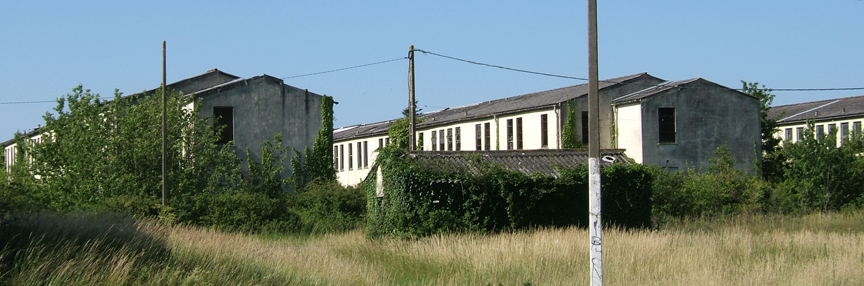
Ancien complexe militaro-hospitalier de l'OTAN réhabilité en Zone d'Activité depuis 1968.

#### Localisation et communes limitrophes
Six communes ont des limites communales avec la commune d'Aigrefeuille-d'Aunis dont trois sont situées dans le canton de La Jarrie (Croix-Chapeau, La Jarrie et Saint-Christophe). Toutes ces communes sont situées dans le département de la Charente-Maritime, celles qui appartenaient à l'ancien canton d'Aigrefeuille-d'Aunis, intégrées aujourd'hui au nouveau canton de Surgères, font partie de l'arrondissement de Rochefort et celles qui appartiennent au canton de La Jarrie font partie de l'arrondissement de La Rochelle.
Les trois villes principales les plus proches d'Aigrefeuille-d'Aunis sont à l'ouest La Rochelle, au sud Rochefort et à l'est Surgères, toutes des villes de l'Aunis situées dans le nord-ouest de la Charente-Maritime.
|               | Saint-Christophe     | Virson |
| La Jarrie     | Aigrefeuille-d'Aunis | Forges |
| Croix-Chapeau | Le Thou              |        |

### Le cadre géographique

#### Géologie, relief et paysages naturels
Le finage communal, d’une superficie totale de 1 676 hectares, est établi dans toute son étendue sur la plaine calcaire de l’Aunis, laquelle est située au nord du marais desséché de la Petite Flandre qui appartient au marais de Rochefort.
Tout le territoire communal d'Aigrefeuille-d'Aunis est situé en terrain jurassique, lequel recouvre entièrement la plaine de l’Aunis et s'étend jusqu'en Angoumois, au nord du fleuve Charente. Les affleurements calcaires et marneux du Jurassique supérieur apparaissent nettement en surface sur ce territoire communal peu vallonné, tandis que dans la petite « cuvette », qui correspond à la partie amont du vallon du Virson, se trouvent des épanchements issus du Quaternaire. Ces derniers, qui sont des apports sédimentaires d'origine fluvio-marine, issus de la dernière transgression flandrienne, ont été recouverts par des formations spécifiquement tourbeuses, liées à l'engorgement et à la stagnation des cours d'eau, d'où la présence des nombreuses tourbières à l'est du territoire communal et qui s'étendent jusque sur la commune voisine de Forges.
La commune offre très peu de relief, son altitude moyenne est évaluée à 25 mètres, variant de 12 mètres, correspondant au site du lac de Frace, son point le plus bas, à 38 mètres, son point le plus élevé, qui correspond à une molle colline, située entre le site de Pannonière et les faibles hauteurs limitrophes de la commune de Saint-Christophe, au nord d'Aigrefeuille-d'Aunis.
Mais cette absence de relief ne crée pas pour autant de monotonie dans les paysages de la commune. Certes, l'ensemble de ce territoire communal est situé dans une zone dénudée, aux larges horizons, qui correspond au type de paysage de champs ouverts, si caractéristique des terroirs à openfields. En effet, Aigrefeuille-d'Aunis est située au cœur de la plaine céréalière de l’Aunis, qui a des allures de Beauce.
Cependant, le finage communal est encore assez boisé dans différents endroits de son territoire (site de loisirs du lac de Frace, site boisé des rives du ruisseau du Virson entre les villages de la Fragnée et du Péré, site touristique de la Taillée).

#### Hydrographie
La ville d'Aigrefeuille-d'Aunis occupe un site de cuvette qui, à l'époque médiévale, correspondait à des terres inondables, formées de marécages et de tourbières, propices à des forêts composées essentiellement d'arbres des milieux aquifères (aulnes et frênes notamment). La commune est traversée dans toute sa longueur, du sud-ouest au nord-est, par une des ramifications d'un petit ruisseau, le Virson. Ce dernier prolonge son cours vers le nord-est de la plaine d'Aunis et, grossi des eaux de plusieurs autres ruisseaux, devient un petit cours d'eau au village éponyme de Virson et rejoint, sur sa rive gauche, le Curé, petit fleuve côtier qui se jette dans la baie de l'Aiguillon, au sud de l'estuaire de la Sèvre niortaise.
Dans la commune d'Aigrefeuille-d'Aunis, les ramifications du Virson sont à l'origine d'une modeste rivière, dont l'un de ses bras sert de délimitation communale, à l'est, avec la commune de Forges, tandis qu'un autre prend sa source dans une zone lacustre qui alimente le lac de Frace. Ce site lacustre, situé au nord-est de la ville, est composé en fait de deux étangs qui communiquent entre eux.
Enfin, l'importance de ce ruisseau découle du fait qu'il a servi à fixer l'habitat et les activités humaines depuis l'époque médiévale. Ainsi, le bourg d'Aigrefeuille et les villages et hameaux de la Fragnée,  du Péré, de la Taillée, duBois-Gaillard, de Frace, se sont-ils développés de part et d'autre tout le long de son cours.

#### Climat
Le climat est de type océanique : la pluviométrie est relativement élevée en automne et en hiver et les hivers sont doux. L'été reste tempéré grâce à la brise marine. Deux vents venant de l'océan, le noroît et le suroît, soufflent sur les côtes du département. L'ensoleillement de la côte charentaise est très important : avec 2 250 heures par an, il est comparable à celui que connaît une partie de la côte méditerranéenne.
Les relevés de la station météorologique de La Rochelle entre 1946 et 2000 permettent de déterminer quelques dates majeures au point de vue climatique en Charente-Maritime : ainsi, au cours de ce laps de temps, la température la plus froide est relevée le 15 février 1956 : −13,6 °C.
Un pic de température (dépassé seulement au cours de la canicule de 2003) est atteint le 8 juillet 1982 avec près de 39 °C à l'ombre.
Si 1953 est considérée comme l'année la plus sèche, 2000 est au contraire la plus pluvieuse.
La Charente-Maritime est le département français qui a été le plus durement touché par l'ouragan Martin du 27 décembre 1999. Les records nationaux de vents enregistrés ont été atteints avec 198 km/h sur l'île d'Oléron et 194 km/h à Royan.
| Ville                | Ensoleillement · (h/an) | Pluie · (mm/an) | Neige · (j/an) | Orage · (j/an) | Brouillard · (j/an) |
| -------------------- | ----------------------- | --------------- | -------------- | -------------- | ------------------- |
| Médiane nationale    | 1 852                   | 835             | 16             | 25             | 50                  |
| Aigrefeuille-d'Aunis | 2 250                   | 755             | 4              | 13             | 26                  |
| Paris                | 1 717                   | 634             | 13             | 20             | 26                  |
| Nice                 | 2 760                   | 791             | 1              | 28             | 2                   |
| Strasbourg           | 1 747                   | 636             | 26             | 28             | 69                  |
| Brest                | 1 555                   | 1 230           | 6              | 12             | 78                  |
| Bordeaux             | 2 070                   | 987             | 3              | 32             | 78                  |

| Mois                        | Jan  | Fév  | Mar  | Avr  | Mai  | Jui  | Jui  | Aoû  | Sep  | Oct  | Nov  | Déc  | Année |
| Températures minimales (°C) | 3,4  | 4,0  | 5,4  | 7,4  | 10,7 | 13,7 | 15,8 | 15,7 | 13,7 | 10,5 | 6,3  | 3,9  | 9,2   |
| Températures maximales (°C) | 8,5  | 9,9  | 12,1 | 14,7 | 17,9 | 21,3 | 23,8 | 23,5 | 21,8 | 18,0 | 12,6 | 9,2  | 16,1  |
| Températures moyennes (°C)  | 5,9  | 6,9  | 8,7  | 11,1 | 14,3 | 17,5 | 19,8 | 19,6 | 17,8 | 14,2 | 9,4  | 6,6  | 12,7  |
| Ensoleillement (h)          | 84   | 111  | 174  | 212  | 239  | 272  | 305  | 277  | 218  | 167  | 107  | 85   | 2250  |
| Pluviométrie (mm)           | 82,5 | 66,1 | 57,0 | 52,7 | 61,1 | 42,9 | 35,1 | 46,4 | 56,5 | 81,6 | 91,8 | 81,8 | 755,3 |

### Voies de communication et transports

#### Voies routières
La commune est bordée, au sud, par la route départementale 939 qui relie La Rochelle à Périgueux, en passant par Surgères et Angoulême. La route départementale 112 permet de rejoindre la route nationale 11 au nord.
L'accès à l'autoroute se fait par la départementale D 5, qui permet de rejoindre l'autoroute A837 donnant un accès vers Saintes, puis au-delà vers Bordeaux.
Le projet de l'autoroute A831 devant relier Rochefort à Fontenay-le-Comte (lien entre l'A83 et l'A837), déclaré d’utilité publique en 2005, a été abandonné en 2015. Elle devait passer à travers le Pays d'Aunis en passant à l'ouest de la commune. Bien que le projet autoroutier soit enterré, les études pour un aménagement routier seraient sur les rails.

## Urbanisme

### Typologie
Au 1er janvier 2024, Aigrefeuille-d'Aunis est catégorisée bourg rural, selon la nouvelle grille communale de densité à 7 niveaux définie par l'Insee en 2022.
Elle appartient à l'unité urbaine d'Aigrefeuille-d'Aunis, une unité urbaine monocommunale constituant une ville isolée,. Par ailleurs la commune fait partie de l'aire d'attraction de La Rochelle, dont elle est une commune de la couronne,. Cette aire, qui regroupe 72 communes, est catégorisée dans les aires de 200 000 à moins de 700 000 habitants,.

### Occupation des sols
L'occupation des sols de la commune, telle qu'elle ressort de la base de données européenne d’occupation biophysique des sols Corine Land Cover (CLC), est marquée par l'importance des territoires agricoles (79,7 % en 2018), en diminution par rapport à 1990 (82,7 %). La répartition détaillée en 2018 est la suivante : 
terres arables (71 %), zones urbanisées (13,2 %), zones agricoles hétérogènes (6 %), zones industrielles ou commerciales et réseaux de communication (5 %), prairies (2,7 %), forêts (2,1 %). L'évolution de l’occupation des sols de la commune et de ses infrastructures peut être observée sur les différentes représentations cartographiques du territoire : la carte de Cassini (XVIIIe siècle), la carte d'état-major (1820-1866) et les cartes ou photos aériennes de l'IGN pour la période actuelle (1950 à aujourd'hui).

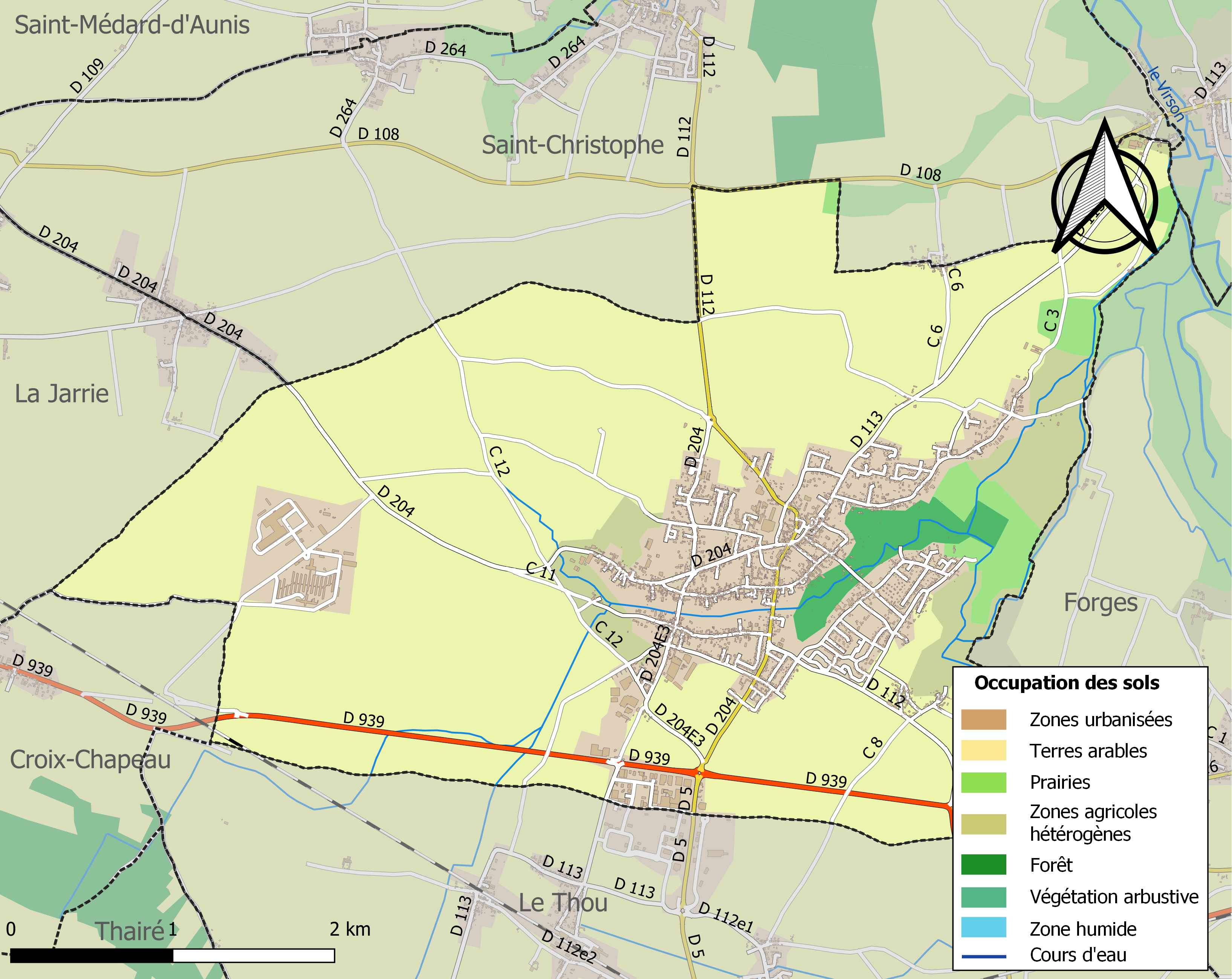
Carte des infrastructures et de l'occupation des sols de la commune en 2018 (CLC).

### Risques majeurs
Le territoire de la commune d'Aigrefeuille-d'Aunis est vulnérable à différents aléas naturels : météorologiques (tempête, orage, neige, grand froid, canicule ou sécheresse), inondations et séisme (sismicité modérée). Il est également exposé à un risque technologique,  le transport de matières dangereuses. Un site publié par le BRGM permet d'évaluer simplement et rapidement les risques d'un bien localisé soit par son adresse soit par le numéro de sa parcelle.

#### Risques naturels
Certaines parties du territoire communal sont susceptibles d’être affectées par le risque d’inondation par débordement de cours d'eau. La commune a été reconnue en état de catastrophe naturelle au titre des dommages causés par les inondations et coulées de boue survenues en 1982, 1993, 1999, 2007 et 2010,.
Par ailleurs, afin de mieux appréhender le risque d’affaissement de terrain, l'inventaire national des cavités souterraines permet de localiser celles situées sur la commune.
Concernant les mouvements de terrains, la commune a été reconnue en état de catastrophe naturelle au titre des dommages causés par des mouvements de terrain en 1999 et 2010.

#### Risques technologiques
Le risque de transport de matières dangereuses sur la commune est lié à sa traversée par une ou des infrastructures routières ou ferroviaires importantes ou la présence d'une canalisation de transport d'hydrocarbures. Un accident se produisant sur de telles infrastructures est susceptible d’avoir des effets graves sur les biens, les personnes ou l'environnement, selon la nature du matériau transporté. Des dispositions d’urbanisme peuvent être préconisées en conséquence.

## Population et urbanisation
Les habitants sont appelés les Aigrefeuillais.

### Tableaux démographiques
L'évolution du nombre d'habitants est connue à travers les recensements de la population effectués dans la commune depuis 1793. Pour les communes de moins de 10 000 habitants, une enquête de recensement portant sur toute la population est réalisée tous les cinq ans, les populations de référence des années intermédiaires étant quant à elles estimées par interpolation ou extrapolation. Pour la commune, le premier recensement exhaustif entrant dans le cadre du nouveau dispositif a été réalisé en 2008.
En 2022, la commune comptait 4 578 habitants, en évolution de +15,66 % par rapport à 2016 (Charente-Maritime : +4,04 %, France hors Mayotte : +2,11 %).
| 1793  | 1800  | 1806  | 1821  | 1831  | 1836  | 1841  | 1846  | 1851  |
| ----- | ----- | ----- | ----- | ----- | ----- | ----- | ----- | ----- |
| 1 290 | 1 367 | 1 471 | 1 466 | 1 638 | 1 720 | 1 688 | 1 650 | 1 664 |

| 1856  | 1861  | 1866  | 1872  | 1876  | 1881  | 1886  | 1891  | 1896  |
| ----- | ----- | ----- | ----- | ----- | ----- | ----- | ----- | ----- |
| 1 688 | 1 821 | 1 732 | 1 745 | 1 881 | 1 762 | 1 642 | 1 648 | 1 619 |

| 1901  | 1906  | 1911  | 1921  | 1926  | 1931  | 1936  | 1946  | 1954  |
| ----- | ----- | ----- | ----- | ----- | ----- | ----- | ----- | ----- |
| 1 542 | 1 528 | 1 561 | 1 498 | 1 438 | 1 369 | 1 349 | 1 278 | 1 509 |

| 1962  | 1968  | 1975  | 1982  | 1990  | 1999  | 2006  | 2008  | 2013  |
| ----- | ----- | ----- | ----- | ----- | ----- | ----- | ----- | ----- |
| 1 783 | 1 940 | 2 313 | 2 843 | 2 944 | 3 151 | 3 523 | 3 631 | 3 733 |

| 2018  | 2022  | - | - | - | - | - | - | - |
| ----- | ----- | - | - | - | - | - | - | - |
| 4 117 | 4 578 | - | - | - | - | - | - | - |

### Pyramide des âges
En 2018, le taux de personnes d'un âge inférieur à 30 ans s'élève à 30,7 %, soit au-dessus de la moyenne départementale (29 %). À l'inverse, le taux de personnes d'âge supérieur à 60 ans est de 30,7 % la même année, alors qu'il est de 34,9 % au niveau départemental.
En 2018, la commune comptait 2 006 hommes pour 2 111 femmes, soit un taux de 51,28 % de femmes, légèrement inférieur au taux départemental (52,15 %).
Les pyramides des âges de la commune et du département s'établissent comme suit.
| Hommes | Classe d’âge | Femmes |
| ------ | ------------ | ------ |
| 0,9    | 90 ou +      | 2,4    |
| 7,7    | 75-89 ans    | 9,9    |
| 19,7   | 60-74 ans    | 20,6   |
| 20,3   | 45-59 ans    | 20,0   |
| 17,9   | 30-44 ans    | 18,9   |
| 13,6   | 15-29 ans    | 12,0   |
| 19,7   | 0-14 ans     | 16,2   |

| Hommes | Classe d’âge | Femmes |
| ------ | ------------ | ------ |
| 1,1    | 90 ou +      | 2,6    |
| 10,1   | 75-89 ans    | 12,6   |
| 22     | 60-74 ans    | 23,2   |
| 20,1   | 45-59 ans    | 19,7   |
| 16,1   | 30-44 ans    | 15,6   |
| 15,2   | 15-29 ans    | 12,7   |
| 15,4   | 0-14 ans     | 13,6   |

### L'évolution démographique contemporaine
Aigrefeuille-d'Aunis est une commune urbaine, située dans l'aire d'attraction de La Rochelle. C'est une petite ville dynamique, qui a connu une progression démographique spectaculaire depuis le lendemain de la dernière guerre mondiale, où sa population a plus que doublé entre 1946 et 2007. Cette expansion démographique n'a pas faibli depuis 2007 plaçant la ville au 22è rang départemental en 2021.

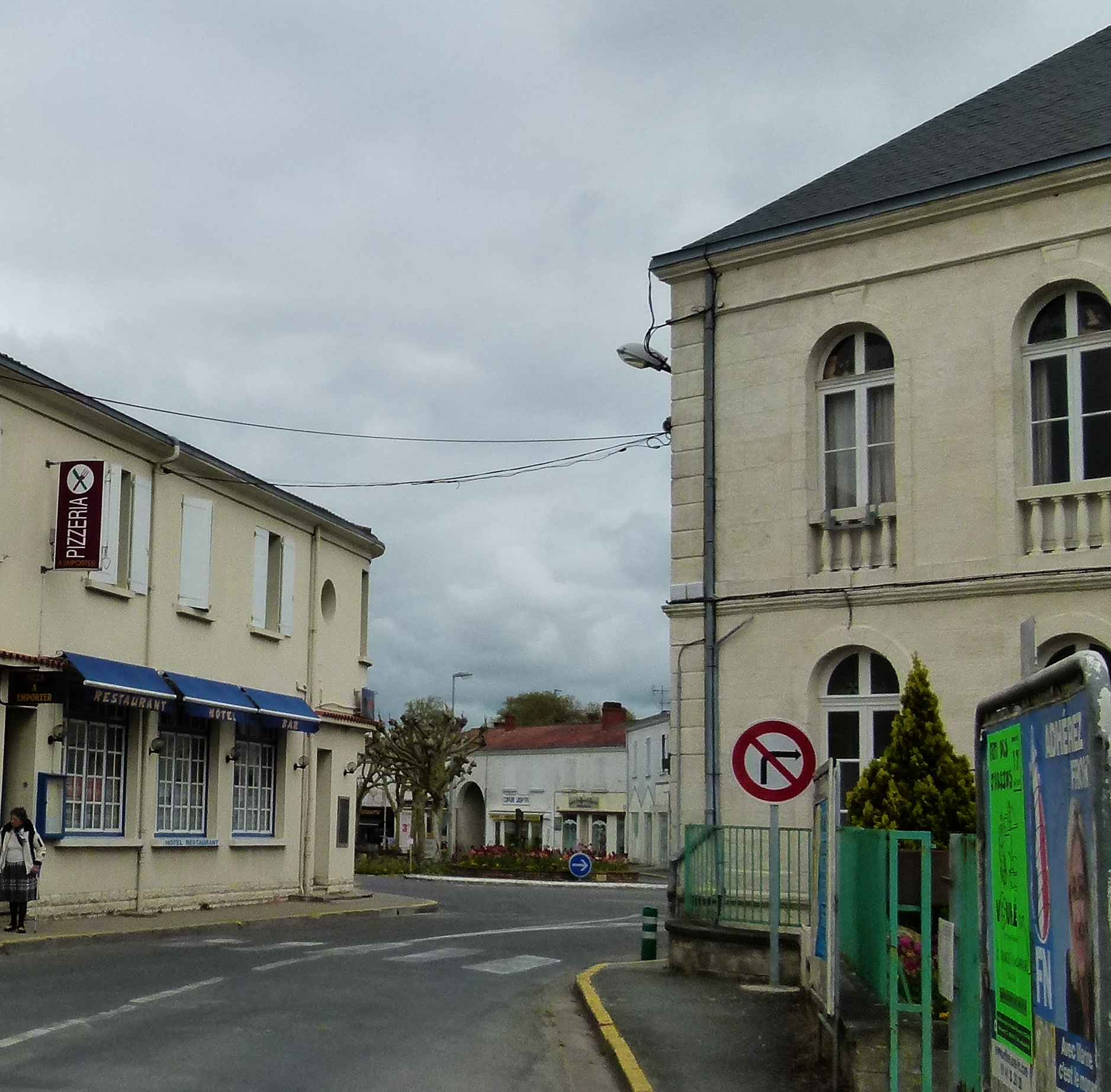
Une des rues du centre d'Aigrefeuille-d'Aunis avec à droite la mairie de la ville et au fond la place Centrale.

Ainsi, depuis le lendemain de la Seconde Guerre Mondiale, Aigrefeuille-d’Aunis se distingue par un essor démographique sans précédent, remarquablement soutenu et régulier.
En effet, grâce à une politique d’urbanisation maîtrisée et volontariste, Aigrefeuille-d’Aunis a plus que doublé sa population depuis le lendemain de la Seconde Guerre mondiale jusqu'à nos jours. 
Sa population est passée de 1 278 habitants en 1946, chiffre de population qui correspond à son niveau démographique le plus bas jamais enregistré dans la commune, à 2 313 habitants en 1975, année de recensement où, pour la première fois de son histoire, la commune franchissait les 2 000 habitants.
Au recensement suivant, en 1982, elle atteignait 2 843 habitants enregistrant une croissance démographique record pour la commune avec un gain spectaculaire de 530 habitants. C’est à cette date qu’elle a été officiellement classée commune urbaine selon les critères de l’INSEE
Depuis cette date, elle a franchi un nouveau seuil de population en dépassant les 3 000 habitants à la veille de l’an 2000, comptant 3 151 habitants en 1999.
Au recensement de population effectué en 2007, la commune a franchi le cap des 3 500 habitants, enregistrant 3 577 habitants.
La croissance urbaine n'a pas faibli depuis 2007 puisque la ville a franchi un nouveau palier dépassant désormais les 4 000 habitants affichant en 2021 4 479 habitants ; ce qui la place au 22è rang en Charente-Maritime.

### L'évolution urbaine de la commune
En 2021, Aigrefeuille-d’Aunis se classe au 16e rang dans la liste des 42 unités urbaines de la Charente-Maritime, progressant de trois places dans le classement urbain depuis 2007.
En 2007, Aigrefeuille-d'Aunis était la 19e unité urbaine de la Charente-Maritime. 
Cette petite ville a connu de profonds bouleversements de son paysage urbain depuis le lendemain de la Seconde Guerre mondiale et continue de se transformer même si elle garde toujours un certain cachet de gros bourg rural.
À la fin de la Seconde Guerre mondiale, Aigrefeuille-d’Aunis n’est encore qu’une modeste commune rurale et le bourg est en phase de reconstruction, après avoir été en grande partie bombardé lors des assauts militaires dans la « poche de La Rochelle » afin de libérer la région de l'occupant. Sa population était alors tombée à son plus bas niveau, jamais enregistré dans la commune, c'est-à-dire à 1 278 habitants en 1946. Le centre-bourg y perdit un grand nombre de traces de son passé, seules quelques demeures anciennes – comme l’ancien pensionnat confessionnel ou l’ancienne brigade de la gendarmerie nationale ou encore l’hôtel de ville – y ont été épargnées ainsi que l’église qui domine de son haut clocher la cité. De son aspect fortement rural et villageois qu’elle avait hérité d’avant-guerre, Aigrefeuille-d’Aunis s’en est progressivement affranchi, en affichant aujourd’hui un caractère urbain de plus en plus marqué, notamment par le développement des zones résidentielles et la rénovation de son habitat urbain.
C’est à partir des années 1970, et surtout, pendant la décennie des années 1980, que la municipalité a entamé un programme d’urbanisation volontaire, en se dotant de nombreux lotissements de maisons individuelles, regroupées sous le terme générique de fief ou de cité. C’est dans cette période que la ville s’est le plus accrue et a subi le plus de transformations, gagnant plus d’un millier d’habitants entre 1968 et 1982. Ces nouveaux lotissements ceinturent maintenant le centre de la ville et s’étendent le long des principaux axes d’accès au centre-ville. La construction de cités et de lotissements coopératifs, commencée dans les années soixante et soixante-dix, a contribué à souder les vieux villages et écarts au bourg, notamment les anciens villages de la Fragnée, à l’ouest, et de l’Angle, à l’est.
Puis, dans le courant des années 1970 et 1980, le vieux village du Péré a été intégré au centre-ville par l’implantation de nouvelles zones résidentielles tandis que les zones industrielles ont poussé au sud de la ville, le long des axes de communication routière et ferroviaire, notamment autour du secteur de la gare. Le vieux village du Grand Chemin, grossi de zones pavillonnaires, fait la jonction résidentielle entre l'agglomération d'Aigrefeuille et la zone industrielle du Fief-Girard tandis que, vers le nord-est, en direction du nouveau pôle touristique de la ville, près du lac de Frace, et vers le village de Virson s’étend une zone pavillonnaire de plus en plus dense (Fief des Dames, Hameau du Lac). C’est à l’est de la ville que s’est accentuée l’urbanisation avec le vieux village boisé de la Taillée, transformé de bonne heure en site de loisirs et de tourisme. Cette partie de la ville tend à rejoindre progressivement le gros village de la Planterie qui, au début des années 1960, n’était qu’un modeste écart à peine signalé sur les cartes routières. Quelques constructions modernes de résidences privées avec parc résidentiel à l’ouest et au nord du centre-ville complètent cette urbanisation contrôlée.
Aujourd'hui, la ville est à la veille de la métamorphose de son centre urbain où la place centrale sera réaménagée et une rue piétonne la reliera à un nouvel espace commercial, également situé au cœur de cette petite ville dynamique en Charente-Maritime.

## Économie
Aigrefeuille-d’Aunis joue pleinement son rôle de pôle urbain au sein du Pays d'Aunis, pouvant être complémentaire avec Surgères, et servant de centre relais vis-à-vis de sa grande voisine, La Rochelle de laquelle, dans bien des domaines, elle est dépendante.

### Ville du Pays d'Aunis
Les activités économiques font d’Aigrefeuille-d’Aunis, non seulement, une petite ville attractive mais, également, un des trois pôles urbains structurants du Pays d'Aunis, avec Surgères (environ 6 000 habitants) et Marans (environ 5 000 habitants).[réf. nécessaire]
Dans le cadre de l’élaboration du Schéma de cohérence territoriale (S.CO.T.) du Pays d’Aunis, mis en place dès 2008, qui regroupe 52 communes et comptera 79 000 habitants à l’horizon 2015 (62 682 habitants en 2007), Aigrefeuille-d’Aunis est appelée à jouer un rôle non négligeable, malgré la proximité de La Rochelle qui peut aussi parfois être perçue comme un atout.
Mais Aigrefeuille-d’Aunis n’est pas une « ville-dortoir » de la grande banlieue de La Rochelle, elle a su préserver et diversifier ses différentes activités économiques, qui en font un centre urbain véritablement attractif.
Les secteurs économiques à Aigrefeuille-d'Aunis en 2007
|                      | Primaire | Industrie | BTP    | Tertiaire |
| -------------------- | -------- | --------- | ------ | --------- |
| Aigrefeuille-d'Aunis | 2 %      | 25,1 %    | 11,3 % | 61,6 %    |
| Charente-Maritime    | 6,6 %    | 10,3 %    | 9,8 %  | 73,3 %    |

Aigrefeuille-d'Aunis apparaît comme une ville industrielle en Charente-Maritime où le secteur industriel est deux fois plus élevé en pourcentage qu'en Charente-Maritime. L'ensemble des actifs dans le secteur secondaire atteint 36,4 % à Aigrefeuille-d'Aunis contre 20,1 % pour la Charente-Maritime. En conséquence, le secteur tertiaire est beaucoup moins élevé qu'en Charente-Maritime, bien qu'il concentre plus de la moitié des emplois de la ville.
Les secteurs d'activité à Aigrefeuille-d'Aunis en 2007
| Secteur économique                   | Nombre d'emplois | Proportion |
| ------------------------------------ | ---------------- | ---------- |
| Secteur primaire                     | 33               | 2 %        |
| Industrie                            | 401              | 25,1 %     |
| B.T.P.                               | 180              | 11,3 %     |
| Commerces, transports, services      | 582              | 36,4 %     |
| Administrations, enseignement, santé | 404              | 25,3 %     |
| Emploi total                         | 1 600            | 100 %      |

Comme le montre le tableau ci-dessus, la part de l'emploi industriel est importante à Aigrefeuille-d'Aunis qui peut être qualifiée de « centre industriel » même si, aujourd’hui, le secteur tertiaire (commerces, services, administrations, santé et enseignement) occupe la majorité des emplois de la ville avec 61,5 % en 2007. En fait, cette proportion du secteur tertiaire est inférieure à d'autres villes du département beaucoup plus tertiairisée en raison cette fois de leur très faible industrialisation mais demeure semblable à d'autres villes de l'Aunis comme Surgères et Marans qui ont un héritage industriel encore important. 
Les catégories socio-professionnelles à Aigrefeuille-d'Aunis en 2007
| Catégorie socio-professionnelle         | Nombre | Proportion |
| --------------------------------------- | ------ | ---------- |
| Agriculteurs                            | 24     | 1,5 %      |
| Artisans/commerçants/chefs d'entreprise | 81     | 5,1 %      |
| Cadres supérieurs/professions libérales | 158    | 9,9 %      |
| Professions intermédiaires              | 319    | 19,9 %     |
| Employés                                | 430    | 26,8 %     |
| Ouvriers                                | 589    | 36,8 %     |
| Total des emplois                       | 1 600  |            |

Les données économiques publiées en 1999 indiquaient une population active estimée à 1 437 personnes pour un total de 3 151 habitants, soit un taux d'activité des personnes âgées de 20 à 59 ans de 84 % (82,2 % dans le reste de l'hexagone à cette date). Les actifs formaient 45,6 % de la population, suivis des étudiants (22,8 %) et des retraités (19,8 %).
En 2007, la population des actifs dans la commune d'Aigrefeuille-d'Aunis a augmenté passant à 1 600 personnes ayant un emploi.
En 1999, parmi les actifs, les catégories socio-professionnelles dominantes étaient principalement les ouvriers (32,9 %), les employés (30 %) et les professions intermédiaires (20,1 %). Arrivaient loin derrière les cadres (7,9 %), les artisans (7,3 %) et les agriculteurs (1,7 %).
En 2007, la catégorie des ouvriers demeure dominante et s'est même renforcée par rapport à 1999 puisque sa proportion passe de 32,9 % à 36,8 % entre 1999 et 2007. C'est ce qui fait dire qu'Aigrefeuille-d'Aunis est un centre industriel. Les cadres supérieurs et professions libérales sont en nette augmentation où de 1999 à 2007 cette proportion passe de 7,9 % à 9,9 %, ce qui est tout de même remarquable pour une petite ville.
En 1999, le taux de chômage était néanmoins supérieur au reste de l'hexagone, soit 16,1 % contre 12,9 % au niveau national. Sur les 3 151 habitants de la commune, 232 étaient ainsi à la recherche d'un emploi à cette date.
En 2007, le taux de chômage était tombé sous la barre symbolique des 10 % étant de 9,8 % soit presque deux fois moins élevé qu'en 1999.

### Industrie

#### Une ville de tradition industrielle
La ville, en effet, a une certaine tradition industrielle, héritée du XIXe siècle, mais les anciennes industries ont toutes disparu au lendemain de la dernière guerre mondiale (moulins, exploitations de tourbières, four à chaux, fabrique d’étoffes, distilleries d’eaux de vie et de betteraves sucrières).
Quant au complexe laitier (fromagerie, beurrerie et caséinerie), il monta en puissance dans les années 1960 et 1970 et devint l'un des premiers centres de production laitiers en Aunis. Dans cette période de fort développement, la laiterie d'Aigrefeuille adhéra à la puissante union laitière régionale U.C.L.A. Mais, face à la concurrence de plus en plus exacerbée et aux restrictions européennes de la P.A.C. sur les quotas laitiers imposés à la France, cette usine, pourtant performante, dut cesser toutes ses activités en 1981, au profit de celle de Surgères qui est devenue aujourd’hui le principal centre laitier de tout le Centre-Ouest de la France.
Cependant, Aigrefeuille-d’Aunis a su préserver son secteur industriel et est aujourd’hui un centre d’industries variées.

#### L'aménagement des zones industrielles
Certes, la ville n’abrite pas de grandes usines, mais des zones aménagées pour leur accueil ont été mises en place près de laquelle une vaste zone industrielle de plus de 200 hectares est prévue, en prolongement d’une ancienne zone, la Z.I des Grands Champs, qui avait servi de complexe militaro-hospitalier américain dans le cadre des opérations de l’OTAN, puis de zone pour les entreprises de transports et de stockage, activités peu génératrices d’emplois : "Aujourd'hui, la zone industrielle - 56 hectares de terrain et 90 000 m2 de bâtiments - accueille trente cinq entreprises et une vingtaine de dépôts. La Société générale de manutention et de transit (SGMT) de La Rochelle y occupe un hangar de 22 500 m2 où elle stocke de l'orge et du blé ".
Depuis le début des années 1970, la municipalité d’Aigrefeuille-d’Aunis a favorisé, par la mise en place d’une politique volontariste, l’installation d’industries nouvelles en se dotant de plusieurs zones industrielles, toutes situées au sud de la ville, près de la voie ferrée Paris-La Rochelle et le long de l’axe routier départemental, la D 939 –ancienne N 139 –, qui relie La Rochelle à Angoulême via Surgères. Parmi celles-ci, la Z.I du Fief-Girard est une véritable réussite locale et constitue en quelque sorte une vitrine de l’économie locale. Cette zone d’activités économiques est la plus importante, aussi bien par sa superficie (35 ha) que par le nombre d’emplois créés (750 emplois) de sorte que "la zone du Fief-Girard représente désormais 1 200 emplois induits sur la commune".
Les usines actuellement implantées dans les différentes Z.I se sont spécialisées dans l’industrie nautique de plaisance, l’industrie de transformation du bois, la menuiserie métallique, la plasturgie et la fabrication de produits en béton.

#### L'industrie nautique de plaisance
Aigrefeuille-d’Aunis abrite le siège du constructeur no 1 mondial de catamarans de croisière, Fountaine-Pajot. L'entreprise Fountaine-Pajot, implantée depuis 1976 dans la Z.I. du Fief-Girard, est aujourd’hui le plus gros employeur de la ville avec environ 250 personnes. Le chantier nautique a commencé sa production de catamarans habitables en 1983 où, "depuis cette date, l'entreprise a créé 21 modèles et livré 1 668 catamarans dans le monde entier". Cette P.M.E. qui demeure "leader mondial des catamarans de plaisance" a su diversifier ses différentes productions et "construit entre 150 et 180 bateaux par an : catamarans à voile, à moteur, mais aussi transporteurs de passagers, comme le Voguéo, sur la Seine". Un important bureau d’étude et d’ingénierie est situé sur le site de production d'Aigrefeuille, où l'entreprise a inventé un procédé de fabrication de ponts de bateaux par injection. Ainsi, depuis 2006, le chantier nautique réalise les plus grandes pièces au monde de ponts en résine. Fountaine-Pajot a également développé une autre usine, à La Rochelle, sur le site de Port-Neuf, où sont fabriqués des bateaux de croisière fluviale, et envisage d’agrandir son entreprise d’Aigrefeuille pour développer la production des grands bateaux, les catamarans à moteur, de type trawler, qui constituent une véritable innovation technologique.

#### Des industries variées
Les autres usines notables, qui sont situées aux portes de la ville ou dans les zones industrielles au sud de l'agglomération, sont des PME qui emploient entre 50 et 100 personnes. Elles se sont spécialisées, les unes dans l'industrie du bois (sciage, rabotage, menuiserie industrielle), les autres dans la plasturgie ou les matériaux de construction, et font travailler environ 250 personnes.
L'entreprise C.E.M.-D.I.P. est une grosse charpenterie industrielle qui est le deuxième employeur industriel de la ville, employant 84 personnes. Cette usine est située entre l'agglomération et la R.D. 939, et est spécialisée dans la fabrication de charpentes industrielles en bois, élaborant notamment des éléments de structures en bois de la marque « CTB-CI », homologués par le C.T.B.A. [Centre Technique du Bois et Ameublement].
La SAS Gaudissard qui, à ses débuts travaillait le bois, étant une petite menuiserie ébénisterie, a complètement réorienté sa production, en se spécialisant dans la fabrication de portails en aluminium et de fenêtres en PVC. Implantée sur la Z.I. du Fief-Girard en 1997, cette menuiserie industrielle a triplé ses surfaces de production et d'exposition, s'étendant maintenant sur 5 000 m2 de bâtiment, "l'entreprise est aujourd’hui numéro 2 en Charente-Maritime tout en gardant une zone de chalandise très locale". De ses ateliers modernisés sortent chaque mois 1 200 pièces en PVC, l'entreprise emploie près d’une soixantaine de personnes et connaît un essor remarquable de ses activités bien qu’elle soit largement tributaire du marché de la construction. 
Concernant l’usine UPM-Kymmene, [ex entreprise RABOPALE], celle-ci emploie une quarantaine de personnes. Cette entreprise de sciage produit 45 000 m3 de bois sciés par an, elle est issue d'une scierie artisanale créée au début du XXe siècle. Cette usine appartient au groupe finlandais UPM, un des leaders mondiaux de l’industrie du bois. En Charente-Maritime, le groupe UPM est également implanté dans le port autonome de La Pallice, port de commerce de La Rochelle, qui a la particularité d’être le 1er port français pour l’importation des bois. À La Pallice, UPM y a fixé le siège commercial des produits bois. L'usine d’Aigrefeuille-d'Aunis est spécialisée dans la scierie et la raboterie industrielle et fabrique pour le marché français les produits Wisa pro, de même que l'usine de Boulogne-sur-Mer, dans le Pas-de-Calais. Elles appartiennent à la branche bois du groupe en France. À la suite de son rachat en l’an 2000 à Rabopale – dont elle a conservé le nom –, elle a développé depuis 2002 la production des bardages.
La plasturgie est active avec la SO.GE.MA.P.- Injection qui y emploie une trentaine de personnes et y a développé des produits originaux en matières plastiques injectées (abris plastiques pour les compteurs de jardin, du mobilier de jardin) ou l’injection de pièces de gros volumes pour les travaux publics.
Enfin, depuis 2008, Aigrefeuille-d’Aunis accueille dans la zone d'activités intercommunale, la Z.A Les Franches, qu’elle partage avec la commune du Thou, la plus grosse centrale de production industrielle de parpaings de France. Cette usine moderne qui appartient au groupe STEC a été "construite sur 4 500 m2 de surface avec un parc de stockage de 61 000 m2, destiné aux produits en partance". Grâce à ce nouveau site de fabrication, l'entreprise va doubler sa capacité de production "passant de 180 000 T aujourd’hui à 380 000 T demain". Cette usine, spécialisée dans l'élaboration de blocs béton de toute dimension, produit 4 000 T de parpaings par jour.

### Agro-alimentaire
Aigrefeuille-d’Aunis s’est développée comme marché agricole au service du monde rural de la plaine d’Aunis, déjà, depuis le haut Moyen Âge, où le bourg possédait une halle, puis des foires et des marchés. Elle demeure toujours aujourd’hui un actif centre agricole par ses marchés hebdomadaires et ses foires mensuelles. La municipalité ambitionne, dans son projet d'aménagement du bourg, la création de commerces et de halles pour un marché couvert. 

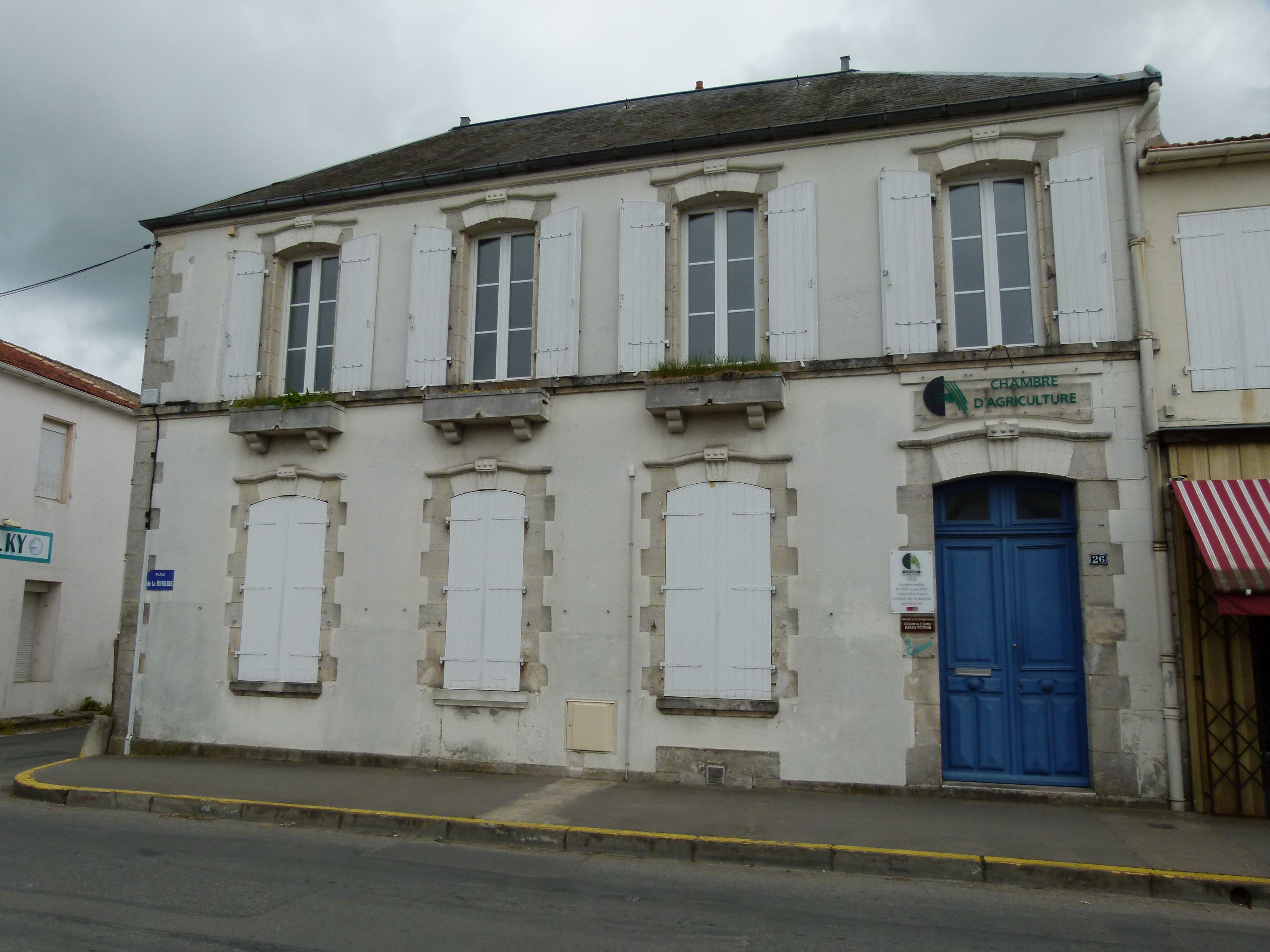
La Chambre d'Agriculture a ouvert une antenne à Aigrefeuille-d'Aunis qui est un important centre de services agricoles en Aunis.

Aigrefeuille-d'Aunis est aujourd’hui un gros centre de transit céréalier, avec notamment ses importants silos à grains implantés dans le secteur de la gare. La coopérative agricole Terre Atlantique (ex M.C.A), spécialisée dans le stockage des grains et le négoce de semences, ainsi que dans la fourniture d'aliments pour le bétail, est l'un des plus importants employeurs de la ville avec plus d'une cinquantaine d'emplois. Cette entreprise de négoce de céréales a repris les locaux de l'ancienne distillerie coopérative de betteraves sucrières en 1960, puis les a agrandis et modernisés.
La ville est également devenue un centre de services agricoles avec la présence d’un gros distributeur régional de matériels agricoles. Les établissements Ballanger SAS, situés en bordure de la D.939, sur la route de Surgères-La Rochelle, sont spécialisés dans le négoce en gros de machines agricoles et en assurent, par un important service d'après-vente, l'entretien et la réparation. Cette entreprise est le deuxième employeur privé de la ville, employant plus de 78 personnes.
La gestion agricole, appuyée en particulier par une antenne de la Chambre d’Agriculture de la Charente-Maritime et un Centre d'économie rurale (centre de gestion, créée par la Chambre d'agriculture), a permis d’accompagner les agriculteurs dans la modernisation de leurs exploitations agricoles. Le rayon d’action de cette antenne de la Chambre d’Agriculture dépasse largement le cadre cantonal, couvrant tout le nord du département de la Charente-Maritime. Aigrefeuille-d'Aunis fait partie des six antennes de la Chambre d'Agriculture de la Charente-Maritime, dont le siège départemental est situé à La Rochelle. C’est une structure très importante pour la ville.

### Services et administration
Grâce à sa fonction de chef-lieu de canton, la ville a renforcé son rôle de petit pôle de commandement local au sein de la plaine d’Aunis, en devenant le siège administratif de la communauté de communes Plaine d'Aunis. En 2001, la ville a adhéré à la communauté de communes de la Plaine d'Aunis, qui commande à 17 communes, rassemblant aujourd’hui 21 490 habitants. 

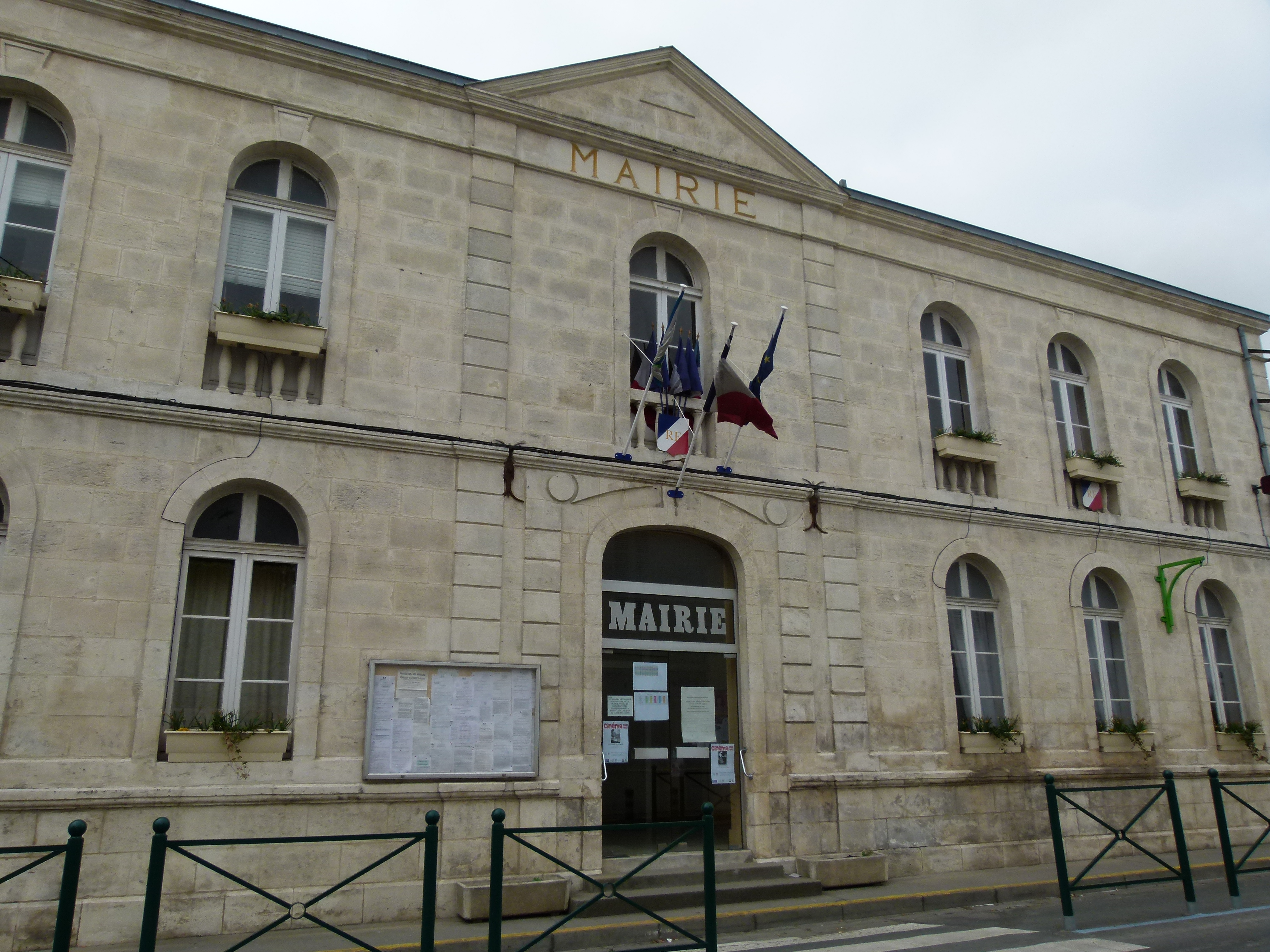
La mairie, rue d'Aunis.

Cette fonction administrative est complétée par les services d’État habituellement présents dans tout chef-lieu de canton : La Poste et son service distributeur cantonal, le trésor public, la Gendarmerie nationale, les services de l'Équipement, le collège.
À ces services s'ajoutent un office notarial, un cabinet d’expert-géomètre, deux banques, deux agences d’assurances, activités qui renforcent ses fonctions urbaines dans sa région immédiate.
La ville est également un centre d’activités tertiaires diversifiées que constituent les services liés à l’enseignement où écoles et collèges tant du secteur public que privé encadrent plus de 1 050 élèves, au domaine social où, entre autres, une importante résidence départementale de retraités s’est développée et modernisée hébergeant une soixantaine de pensionnaires, aux secteurs médicaux et paramédicaux qui offrent une gamme suffisamment étoffée pour répondre à la demande locale (cabinets médicaux, dentaires, de soins infirmiers, de kinésithérapeutes, orthophoniste, pédicure, pharmacies, service d’ambulance…).
Par ailleurs, grâce à sa situation géographique, Aigrefeuille accueille également une antenne de la R.E.S.E. [Régie d'Exploitation du Service des Eaux], service départemental de distribution de l’eau, dont les prestations s’étendent à l’ensemble de l’Aunis, c’est-à-dire à l’arrondissement de La Rochelle et la partie septentrionale de l’arrondissement de Rochefort.

### Commerces
Malgré la très forte influence de La Rochelle, et dans une moindre mesure de celles de Rochefort et de Surgères, Aigrefeuille-d’Aunis demeure un actif centre de commerces relativement étoffés avec ses boutiques et ses magasins établis autour de la place de la République, centre névralgique de la ville, vers lequel convergent quelques autres rues commerçantes et animées (rue de l’Aunis et avenue des Marronniers en particulier). À la périphérie de la ville, des enseignes d’importance régionale y ont fixé leurs grandes surfaces de vente (centre commercial INTERMARCHE, matériaux de construction BIG-MAT, jardinerie et bricolage GAMM-VERT) et contribuent à varier l’offre commerciale de la ville comme à en accroître son influence. Cette fonction commerciale fait d’Aigrefeuille-d’Aunis un centre attractif pour les communes de son canton, et même au-delà de sa zone d’influence, notamment lors des foires mensuelles et des marchés hebdomadaires.
Au total, le secteur tertiaire occupe les 3/5e de la population active de la ville, il s’est considérablement développé ces vingt dernières années, supplantant de loin le secteur industriel qui, pourtant avec environ 500 emplois actuellement, n’a cessé de progresser.

### Les activités et équipements touristiques
La commune s'est investie de bonne heure dans le développement touristique en stimulant d'une part le tourisme estival et d'autre part celui de week-end. Une politique communale volontaire a été accomplie dans le domaine du tourisme par la mise en place d'un office de tourisme municipal et par la création de complexes touristiques.
Les infrastructures de la commune comprennent ainsi une base de loisirs de huit hectares, aménagée sur les rives du lac de Frace, de même qu'un complexe touristique portant le nom de « La Taillée ». Ce dernier, qui s'étend sur près de quatre hectares, est composé notamment d'une piscine, d'un village de vacances et d'un terrain de camping de 82 emplacements.
Plusieurs restaurants, un hôtel en centre-ville complètent la gamme d'un tourisme rural bien développé et ambitieux.

## Histoire

### Histoire de la ville

#### Une création médiévale
Si, à l’époque gallo-romaine, une voie romaine passait au sud d’Aigrefeuille, aucune preuve d’occupation humaine de cette époque n’y a été relevée. Il faut attendre la période du haut Moyen Âge pour en trouver les premières traces. Cette route romaine nommée "Le Grand Chemin", bien attestée dans la table de Peutinger et par des fouilles archéologiques reliait Angériacum, l’actuelle Saint-Jean-d'Angély, au site présumé du Port du Plomb, à L'Houmeau via Muron et Le Thou.

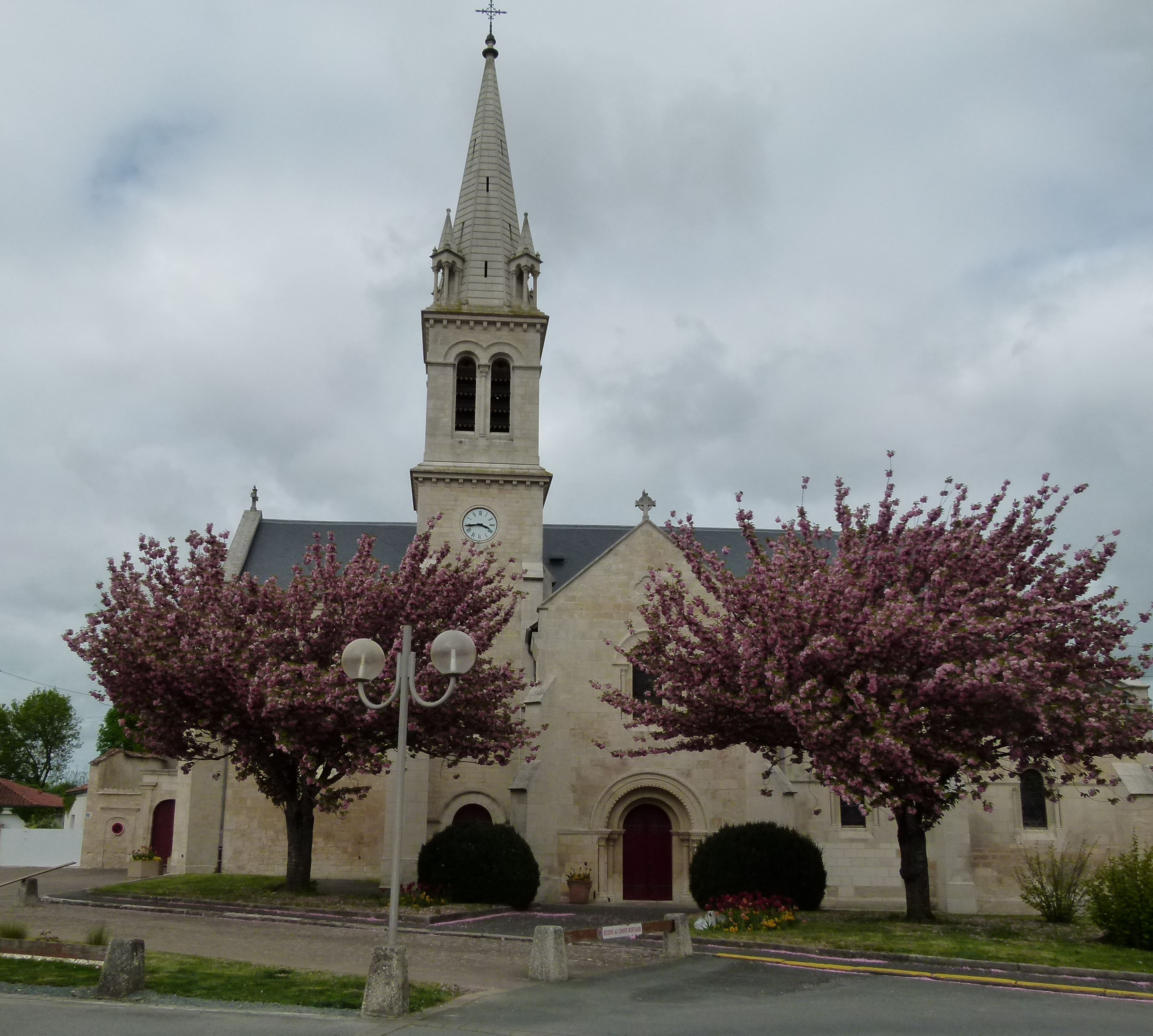
L'église Saint-Étienne est le plus vieil édifice construit à Aigrefeuille-d'Aunis.

Ainsi, les traces les plus anciennes connues d’Aigrefeuille-d’Aunis font-elles remonter son origine à la période du haut Moyen Âge, c’est-à-dire au XIIe siècle, pratiquement à la même époque que celle de La Rochelle, à la suite de la chute de Châtelaillon en 1130. Aigrefeuille-d’Aunis est donc une création médiévale, issue de la période des grands défrichements du Moyen Âge.
La région de l’Aunis, étant très boisée, fut très tardivement défrichée, à partir seulement des XIe et XIIe siècles et, ce, au fur et à mesure que la population augmentait et que la vigne prospérait. Témoin de cette évolution, l’église Saint-Étienne, qui fut construite au milieu du XIIe siècle au cœur du village initial, a été remaniée à plusieurs périodes du Moyen Âge, notamment en 1360 et, surtout, au XVe siècle, où elle fut restaurée et fortifiée après la guerre de Cent Ans.
Au Moyen Âge, Aigrefeuille-d'Aunis est donc au centre d’une vaste forêt en plein défrichement. L’antique forêt d’Argenson, qui séparait les anciennes provinces de l’Aunis et du Poitou, a été progressivement réduite et ses vastes clairières ont été adonnées principalement à la vigne où, à Aigrefeuille, elle constitue la limite méridionale pour la plaine d’Aunis.
Dans le tournant du XIIIe siècle, Aigrefeuille est devenue une châtellenie seigneuriale qui a déjà acquis une certaine importance en Aunis, et son seigneur, Guillaume Maingot, est sire de Surgères. Il est également le premier seigneur connu d’Aigrefeuille. Aigrefeuille est alors une "paroisse considérable de l’Aunis et une des plus anciennes chastellenie de la baronnie de Surgères » avec « droit de chasteau et place forte, de haute, moyenne et basse juridiction, droits honorifiques et premier banc en l’église". C'est à partir de cette époque que le village devient un marché fréquenté car, avant le XVe siècle, il a déjà reçu l'agrément de faire édifier une halle.
Cependant, Aigrefeuille devient une paroisse viticole qui tirera sa fortune et sa prospérité grâce à sa proximité de La Rochelle, alors nouveau port de commerce par lequel étaient exportés les vins blancs de l’Aunis vers la Flandre, l’Angleterre et les pays du Nord. Ces vins blancs étaient déjà très réputés depuis le XIIIe siècle.

#### Les Temps Modernes
Les XVIe et XVIIe siècles marquèrent un temps d’arrêt à l’expansion du village qui entra dans une longue période de léthargie et de déclin.
Les guerres de Religion déclenchées à partir des années 1560, les conséquences désastreuses du terrible Siège de La Rochelle en 1627-28, puis l’exil des protestants, à la suite de la Révocation de l’Édit de Nantes en 1685, eurent des répercussions durables sur Aigrefeuille et sa région.
Ce fut aussi un temps de vicissitude économique avec la mévente des vins d’Aunis concurrencés par ceux de Bordeaux. Beaucoup de familles protestantes dont un grand nombre était des artisans et des vignerons avaient fui la région de l’Aunis. À cause des persécutions religieuses et de la politique d’ostracisme engagée par le roi Louis XIV, nombre de villages en Aunis, comme celui d’Aigrefeuille, avaient été affectés par l’exode des réformés. Le village était à l’abandon et dans une grande pauvreté à l’image de son église qui, dans le courant du XVIIe siècle, était délabrée et menaçait ruine.
La reprise économique dans la région, longtemps exsangue, n’eut lieu qu’à partir du XVIIIe siècle.
Le village redevint une bourgade prospère grâce au nouvel essor de la vigne. En effet, le vignoble de l'Aunis avait subi entre-temps une remarquable reconversion de sa production et devint une grande richesse économique : « D’après les cahiers de doléances, on estime qu’à la fin de l’Ancien Régime, le vignoble occupe environ le tiers de la plupart des paroisses en Aunis ». 

Cet essor était issu de la mutation du vignoble de l’Aunis, opérée depuis le XVIe siècle, de producteur de vin en producteur d’eau de vie : « La mévente du vin d’Aunis, chargé de droits et fortement concurrencé par le vin de Bordeaux, avait donné lieu aux premières distillations apprises des Hollandais. Gros consommateurs de « Brandevin », la Hollande et les pays de la Baltique furent les premiers et durables acheteurs du « vin brûlé » (Brandewijn en néerlandais) aunisien. Si la vigne faisait travailler une importante main d’œuvre, elle se développait le plus souvent aux dépens des autres cultures : « Les terroirs proches des activités maritimes stimulent la production, soutenus par les capitaux d’une société aisée [de la bourgeoisie de La Rochelle] qui marque le paysage de l’empreinte de ses activités spéculatives. Ces activités spéculatives se développent autour de la vigne qui, au rythme de l’essor du commerce des eaux de vie, né au cours du XVIe siècle, s’installe sur tous les sols aptes à l’accueillir, parfois au détriment des cultures vivrières ».
Outre l'expansion de la vigne, la culture des céréales, blé et orge notamment, s’était bien développée dans le courant du XVIIIe siècle. Plusieurs moulins à vent furent construits pendant ce siècle, dont celui du Bourg et celui de la route de Virson. Un autre moulin à vent fut édifié en pierres de taille dans le courant du XVIIIe siècle également, le moulin du Vieux-Fief, démontrant une certaine opulence de la corporation des meuniers à cette époque.
L’essor d’Aigrefeuille durant cette période provenait également de sa situation de passage obligé entre La Rochelle et Surgères ; le village étant desservi par une route de 1re classe, qui correspondait à une route pavée dans le réseau routier de la Généralité d’Aunis et de Saintonge, ce qui n’était pas sans importance.
À l’aube de la Révolution française, Aigrefeuille est une assez grosse paroisse rurale, comptant plus d'un millier d’habitants. En 1793, sa population est de 1 290 habitants. Pourtant, elle ne fut pas retenue par la Constituante de 1790 pour être désignée comme chef-lieu de canton, cette fonction étant alors assignée à Ciré jusqu’en 1801.

#### LeXIXesiècle, siècle des grands changements
C’est à partir du XIXe siècle que de profondes transformations vont avoir lieu et modifier durablement la vie de cette grosse bourgade rurale de l'Aunis.

##### Aigrefeuille, chef-lieu de canton
Tout d’abord, l’importance d’Aigrefeuille fut attestée, après que la commune fut devenue chef-lieu de canton au tout début du XIXe siècle, à la suite du redécoupage de la carte administrative du département, opéré en 1800. Cette petite fonction administrative fut en effet retirée à Ciré et à Benon. Ces deux cantons furent unifiés en 1801 en un seul canton avec des limites territoriales redéfinies. 

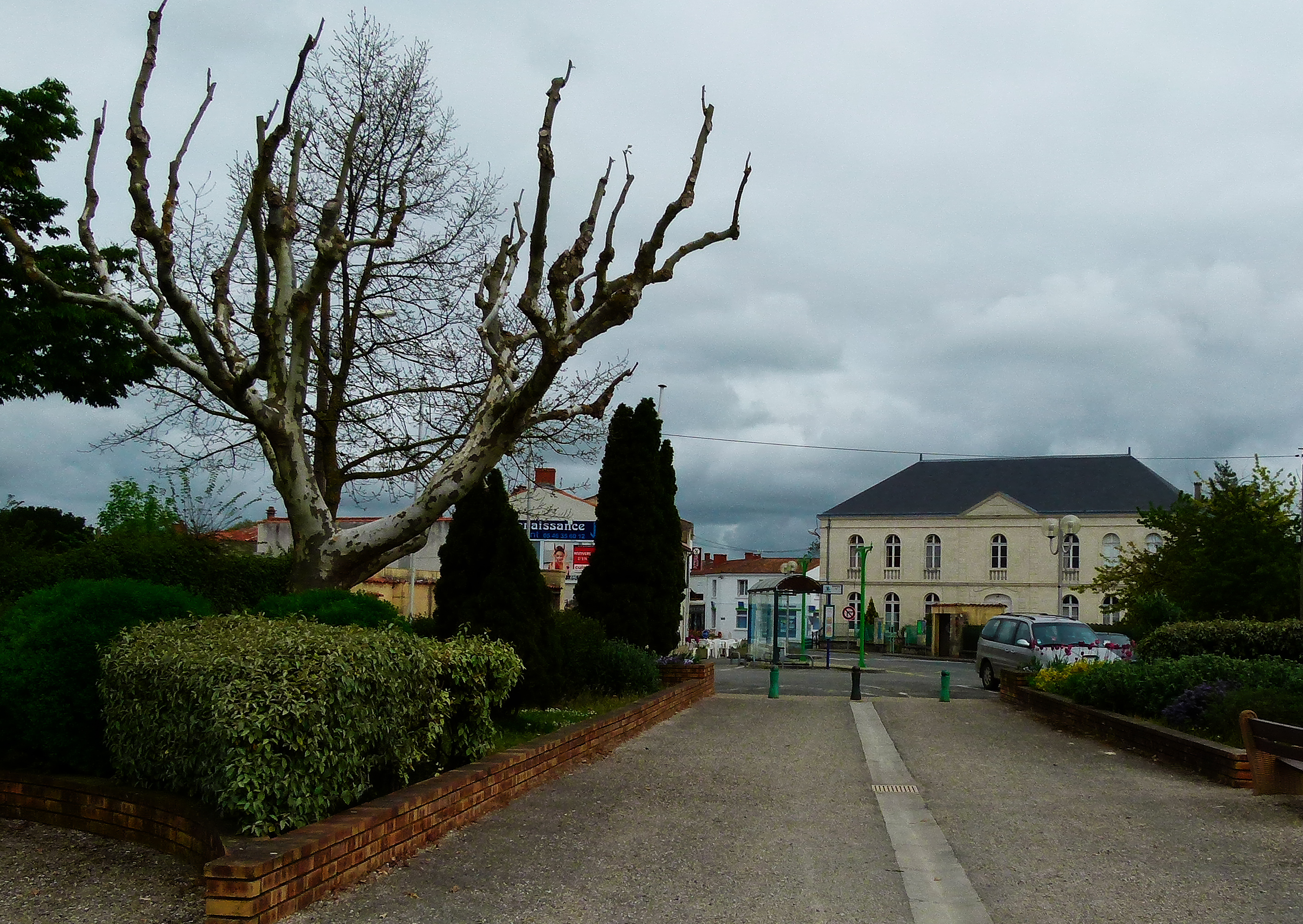
La mairie vue depuis la salle des Fêtes et le parc. Aigrefeuille-d'Aunis est devenue chef-lieu de canton en 1801.

Le critère géographique avait peu pesé dans le choix d’Aigrefeuille pour l'exercice de cette nouvelle fonction administrative, puisque la ville est excentrée par rapport à son canton. C’est à la fois grâce à son poids démographique et à la diversité de ses activités économiques que la commune fut désignée pour être en 1801 le nouveau chef-lieu d’un canton regroupant alors quatorze communes. Ce nouveau rôle mit en place le prétoire de la justice de paix, et l’ancienne maréchaussée, devenue brigade de gendarmerie à l’époque napoléonienne.
Au lendemain du Premier Empire, la richesse d’Aigrefeuille repose essentiellement sur l'agriculture. Tout d'abord, l’essor du vignoble va être tellement important qu'il deviendra jusqu’à la crise du phylloxéra, qui atteignit les vignes de l'Aunis en 1876, une véritable monoculture. La viticulture apporta en effet une grande prospérité dans la commune comme dans les campagnes de l’Aunis.
Si la bourgade devint un gros centre de production viticole durant la première partie du XIXe siècle, elle fut également un petit centre d'industries rurales, avec quatre moulins à vent, deux fabriques d’étoffes, un four à chaux et l'importante exploitation d’une tourbière qui employait un grand nombre de terrassiers. Les tourbières de la commune étaient utilisées notamment pour alimenter plusieurs distilleries d'eaux de vie de cognac présentes à Aigrefeuille, car le bois, qui servait habituellement aux « brûleries »,
était devenu une denrée rare en Aunis
À la veille du Second Empire, Aigrefeuille recensait 1 664 habitants, elle s'était accrue de plus d'1/6e de sa population depuis le début du siècle où la commune comptait 1 367 habitants. Entre temps, la commune avait enregistré un premier pic de population avec 1 720 habitants recensés en 1836.

##### L'«âge d'or» du Second Empire
C'est pendant le Second Empire qu'Aigrefeuille devient une bourgade en plein essor et va connaître un véritable « âge d'or ».
Ses activités industrielles et principalement le négoce des eaux de vie furent en effet stimulés par l’implantation du chemin de fer en 1857. La voie ferrée contribua à y apporter de notables changements. 
Dès septembre 1857, « il relie ses deux plus grande cités [Rochefort et La Rochelle] à la capitale, grâce aux deux lignes qui se rejoignent à Aigrefeuille et se fondent ensuite dans le tronc commun qui s’élance vers Niort et Paris ». Trois lignes de voie ferrée traversaient l’Aunis en passant par Aigrefeuille : « Sous la marquise métallique de la gare d’Aigrefeuille régnait alors une grande activité, puisque s’y croisaient les convois La Rochelle et Rochefort – Paris, La Rochelle – Rochefort ; à proximité, un petit dépôt de locomotives permettait de faire face aux besoins de traction ».
Le trafic ferroviaire de voyageurs se doubla d’un actif trafic de marchandises qui nécessita de vastes emprises. Aigrefeuille devint rapidement un grand centre ferroviaire, avec ses ateliers d’entretien et de réparation des locomotives, où la rotonde, vaste bâtiment semi circulaire, accueillait les machines à vapeur du chemin de fer à leur départ et leur arrivée. Cette fonction de carrefour et de dépôt ferroviaire fut complétée par l’implantation d’une usine à gaz et d’un gazomètre, ainsi que d'un château d'eau. La gare d'Aigrefeuille était particulièrement animée et très importante. Elle disposait de trois salles d'attente, d'une buvette et même d'une librairie. Elle devint rapidement un nouveau lieu d'animation pour la commune.
Pendant toute la période du second empire, la viticulture devint l'activité dominante d'Aigrefeuille, comme d'ailleurs dans le reste de son canton. La bourgade accueillit une nouvelle distillerie d’eaux de vie de Cognac qui y installa ses chais et ses entrepôts en 1865 et connut un grand essor, même après la crise du phylloxera. En effet, cette importante distillerie contribua à la renommée de la commune par son eau de vie qui se nommait alors l'« Aigrefeuille ».
Pendant le Second Empire, la commune, malgré sa prospérité économique, connaît une évolution contrastée de sa démographie. Ainsi, de 1851 à 1861, la population d'Aigrefeuille s'est accrue assez fortement, atteignant un second pic de population avec 1 821 habitants en 1861.
Cette croissance fut quasi régulière à l’instar de son canton et du département de la Charente-Inférieure. Mais la commune enregistre au recensement suivant une baisse de population assez sensible, pourtant Aigrefeuille s’affirmait comme étant la première commune de son canton et elle était l’une des plus grosses communes rurales de l’Aunis, à la veille de la Troisième République.
Malgré une démographie relativement stable, une nouvelle trame urbaine commence à se mettre en place, surtout depuis la création du nouveau quartier de la gare. Depuis ses origines médiévales jusqu'au Second Empire, la vie du village s'organisait principalement autour de son église et de la place attenante, actuelle place de la République. 
L’installation d’un pensionnat religieux en 1857 qui fut l’un des premiers bâtiments à être construit dès la seconde moitié du XIXe siècle à Aigrefeuille, ouvrait la voie aux travaux d'urbanisme qui se poursuivirent également pendant la Troisième République.
Pendant le Second Empire, le centre du bourg commença à se modifier. 
Une nouvelle place, entourée de marronniers, fut aménagée pour y accueillir le champ de foire à bestiaux, et cette activité commerciale fit d’Aigrefeuille un des plus importants marchés de l’Aunis.
En 1870, une nouvelle mairie fut construite avec une école de garçons attenante, cet édifice en pierre de taille abritait également le prétoire de la justice de paix et faisait la fierté des habitants du village.
De nouvelles rues, dont l’avenue des Marronniers et l'avenue d'Aunis, furent percées ainsi que l'avenue de la Gare qui débouchait sur le vaste bâtiment en pierre de taille de la gare ferroviaire. Ce dernier, qui est un édifice avenant, tout en longueur construit sur deux niveaux, est également aménagé autour d’une grande place, servant de parking pour les voituriers et autres véhicules hippomobiles. La gare devint rapidement un nouveau lieu d'attraction, notamment lors des « frairies » annuelles qui y étaient organisées sur la place et qui y attiraient des foules nombreuses, venues des communes circonvoisines.

##### La crise du phylloxéra de 1876
L’esquisse d’une nouvelle trame urbaine, engagée dès le Second Empire, s'est poursuivie pendant la Troisième République, du moins jusqu'à la fin du XIXe siècle. La transformation du village initial en une grosse bourgade rurale s’est accomplie progressivement avec la construction de nouveaux édifices publics et religieux.
En 1875, une chapelle fut bâtie pour le pensionnat religieux, suivie une année plus tard, par la construction de la nouvelle brigade de gendarmerie. Enfin, l’église connut une restauration totale à la fin du XIXe siècle où le clocher, notamment, fut reconstruit et surmonté d’une haute flèche, signe de la richesse locale. Les travaux furent achevés en 1896.
La commune prit le nom d’Aigrefeuille-d’Aunis le 11 septembre 1891.
Elle comptait 1 648 habitants à cette date et demeurait de loin la plus grosse commune de son canton bien que son déclin démographique était entamé depuis plus d’une décennie.
La crise du phylloxera survint dès 1875 dans le vignoble saintongeais, et atteint l'année suivante celui de l'Aunis. Ceci entraîna de profonds changements économiques dans la plaine de l'Aunis où, tout d'abord, la vigne fut progressivement abandonnée.
Elle fut remplacée par les cultures fourragères pour l’élevage laitier. En Aunis, cette nouvelle activité agricole prospéra rapidement grâce au puissant mouvement coopératif laitier qui débuta à Chaillé dès 1888, - commune de Saint-Georges-du-Bois -, puis se répandit en Saintonge et dans le Poitou avant le début du XXe siècle.
Avec l’élevage laitier se développa la culture de céréales à laquelle la « terre de groie » de la plaine d’Aunis se prête particulièrement bien. Une autre activité agricole, fort originale pour la région, prospéra à la fin du XIXe siècle en Aunis et, tout particulièrement, dans le Canton d'Aigrefeuille-d'Aunis, celle de la betterave à sucre.
Ainsi, la ville put-elle reconvertir avec succès son économie viticole en développant une industrie agro-alimentaire avec la laiterie coopérative et la distillerie industrielle de betteraves à sucre, tout en conservant sa distillerie d’eaux de vie de cognac qui avait acquis une grande notoriété dans la région.
Selon les données démographiques de l'INSEE, le pic de population est observé en 1876 avec 1 881 habitants. Il marque le maximum démographique de la commune au XIXe siècle qui ne sera dépassé qu’en 1968, soit près d’un siècle plus tard.

#### Léthargie et renouveau auXXesiècle
Du début du XXe siècle jusqu'au lendemain de la Seconde Guerre mondiale, Aigrefeuille-d'Aunis entre dans une longue phase de déclin, qui se traduit par la stagnation de ses activités économiques et par une décroissance démographique quasi continuelle.

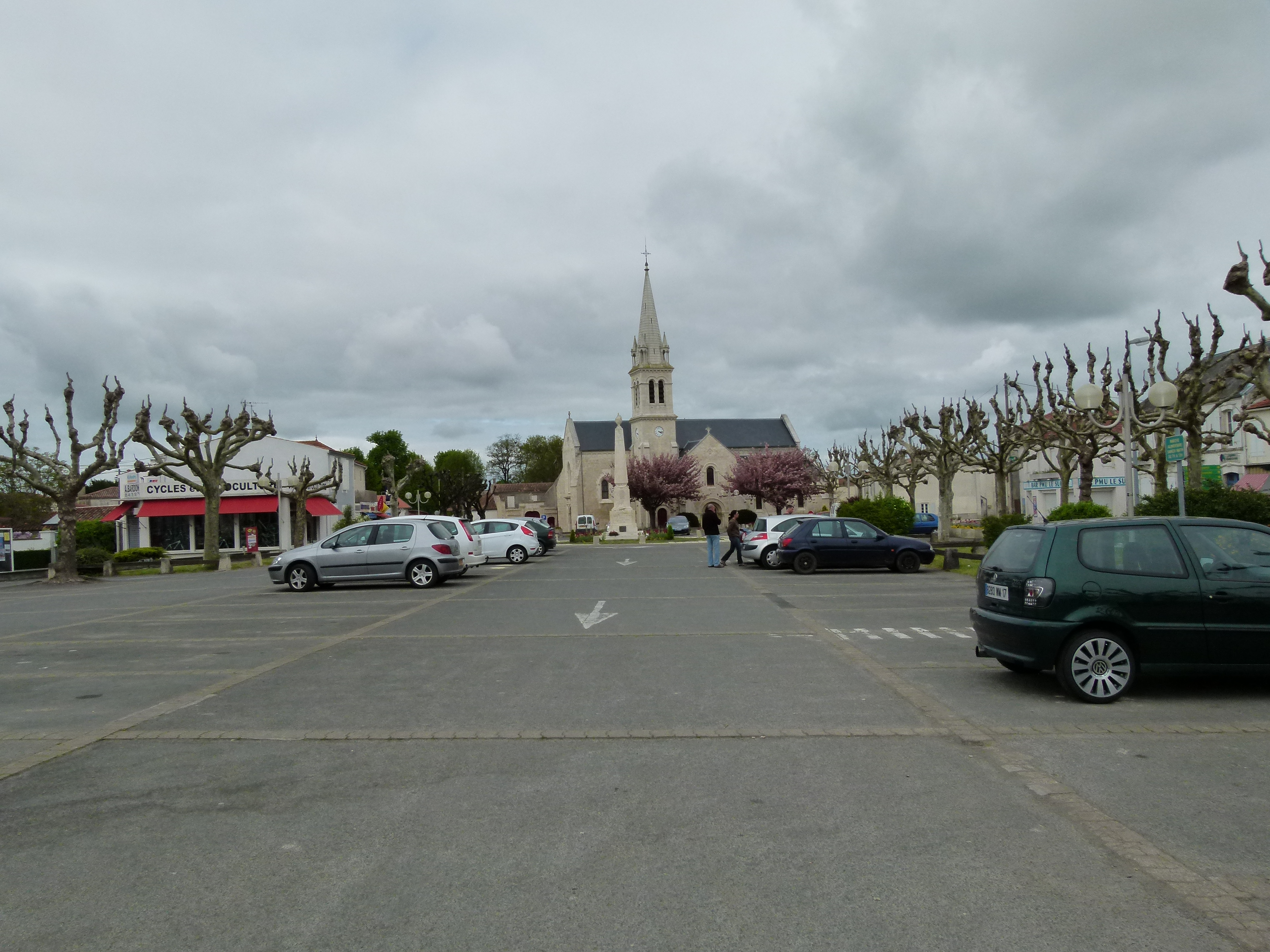
Une vue de la principale place au centre de la ville.

Tout d'abord, Aigrefeuille-d'Aunis ne put maintenir sa fonction de carrefour ferroviaire. En octobre 1933, le trafic des voyageurs et des marchandises fut définitivement interrompu entre Rochefort et Aigrefeuille-d’Aunis. Les activités du dépôt ferroviaire furent progressivement réduites, puis démantelées.
Certes, la gare put encore accueillir le trafic des voyageurs sur la ligne ferroviaire de La Rochelle–Paris, mais elle perdit beaucoup de son importance, tandis que la RN 139 fut déplacée plus au sud, détournant le transit routier hors du bourg. Aigrefeuille perdit donc l'occasion de développer une véritable fonction de carrefour ferroviaire et routier.
De plus, le mouvement de diversification des activités industrielles s'arrêta dans la commune. L'abandon de la culture de la betterave à sucre mit fin à la distillerie industrielle à la fin les années 1930.
Ceci amplifia dès lors l'exode rural, longuement amorcé par la crise du phylloxera. Aigrefeuille-d'Aunis n’échappa donc pas à ce mouvement de déprise rurale, et ne put freiner le dépeuplement de son canton, qui perdura jusqu'à la Seconde Guerre mondiale. Les nouvelles activités économiques étaient également peu pourvoyeuses d’emplois, alors que la vigne exigeait une main d’œuvre très abondante.
Ainsi, l'évolution démographique de la commune d'Aigrefeuille-d'Aunis et de son canton suit-elle les répercussions de cette grave crise viticole, se traduisant par un déclin démographique quasi continuel de 1876 à 1946. Durant cette période, la commune enregistre une baisse spectaculaire de sa population avec une perte démographique de 607 habitants, soit une décroissance d'un tiers de la population (-32,3 %) !
D'ailleurs, ce déclin démographique se fait nettement ressentir dans l'arrêt des travaux d'urbanisme dès la fin du XIXe siècle. Dans la première moitié du XXe siècle, Aigrefeuille-d’Aunis entre dans une période de léthargie, la commune « végète ». La période fastueuse des grands travaux urbains, engagée durant la seconde moitié du XIXe siècle (Second Empire et première moitié de la Troisième République), qui reflétait un certain « âge d'or » pour la commune, est comme alors révolue. 
À la fin de la Seconde Guerre mondiale, le bourg d'Aigrefeuille-d'Aunis est considérablement endommagé, de même ses usines sont en grande partie détruites (moulins, laiterie, distillerie de betteraves), ainsi que les voies de communication (ponts au-dessus des voies ferrées et secteur de la gare, routes, réseau électrique).
Ce n'est que dans l'époque actuelle - dès le lendemain de la Seconde Guerre mondiale - que la ville va connaître un véritable renouveau, fondé sur le développement économique et urbain, et qui a considérablement transformé la commune.

## Toponymie
Le nom du village est attesté sous la forme latinisée Agrifolio à l'époque médiévale.
Aigrefeuille, aigrefuilhe est un terme qui se retrouve au sud du domaine d'oïl et qui signifie « houx » dans les langues d’oïl de ces régions, alors que les langues d’oïl plus septentrionales ne connaissent que le mot houx, d'où le français houx. Il remonte au latin acrifolium « houx » qui a également donné l'occitan grefuèlh « houx » (que l'on retrouve en onomastique sous la forme (a)grifoul) et l'italien agrifoglio « houx ». En effet, les premières maisons du hameau originel avaient été édifiées près d’un bois où abondait le houx.
Il atteste d'une création d’origine forestière, dont les traces dans la toponymie se retrouvent ailleurs en de nombreux lieux-dits de la commune actuelle : Frace, la Fragnée, la Taillée, le Bois-Gaillard, le Bois-de-La-Touche, le Quéreux-Fresne.
Cette origine forestière du village rappelle également que cette ancienne paroisse appartenait à l’antique forêt d’Argenson, dont la Forêt de Benon en est l’actuel vestige.

## Politique et administration

### Liste des maires
| Période                                  | Période  | Identité         | Étiquette | Qualité                                    |
| ---------------------------------------- | -------- | ---------------- | --------- | ------------------------------------------ |
| Les données manquantes sont à compléter. |          |                  |           |                                            |
| 1919                                     | 1933     | Charles Penaud   |           |                                            |
|                                          |          | Jean Malineau    |           |                                            |
| 1950                                     | 1973     | André Dulin      |           |                                            |
| 1977                                     | 1983     | John Apostle     |           |                                            |
| 1983                                     | 2000     | Georges Tamisier |           |                                            |
| 2000                                     | 2001     | Serge Beillevert | DVD       |                                            |
| 2001                                     | 2014     | Bernard Fouchard | UMP       | Retraité                                   |
| 2014                                     | en cours | Gilles Gay       | DVD       | Retraité agricole Conseiller départemental |

### Canton
De 1801, lors du Consulat mis en place par Napoléon 1er, à 2015, la commune d'Aigrefeuille-d'Aunis a été le chef-lieu d'un canton qui rassemblait en 2007 11 communes et 12 866 habitants. Depuis le mois de mars 2015 et la réforme de la carte cantonale, la commune fait partie du canton de Surgères, qui fait partie de l'arrondissement de Rochefort.
Aigrefeuille-d'Aunis fut longtemps la quatrième commune du canton d'Aigrefeuille-d'Aunis pour l'étendue de son finage communal avec 16,76 km2. Elle se classait après les communes du Thou qui était la plus étendue du canton avec 19 km2, Thairé (18,74 km2) et Chambon (18,45 km2). En Charente-Maritime, elle occupe le 145e rang par sa superficie communale, loin derrière la commune de Marans qui en est la plus étendue de tout le département, avec plus de 82 km2.

### Intercommunalité
Aigrefeuille-d'Aunis est entrée dans la communauté de communes Plaine d'Aunis en octobre 2001. Elle y détient le siège administratif gérant 17 communes.
Cette structure intercommunale fait également partie du Pays d'Aunis dont le siège administratif a été fixé à Courçon. La communauté de communes Plaine d'Aunis en est la plus peuplée et la plus densément peuplée du Pays d'Aunis.

### Circonscription électorale
Depuis le découpage électoral de novembre 1986 (loi Pasqua), la ville d'Aigrefeuille-d'Aunis et son canton appartenaient à la deuxième circonscription législative de la Charente-Maritime, également dénommée Circonscription de Rochefort-Pays d'Aunis.
À partir de 2015, dans le nouveau découpage électoral, Aigrefeuille-d'Aunis fait partie du canton de Surgères.

### Fiscalité
| Taxe                                                | Taux communal | Taux intercommunal | Taux départemental | Taux régional |
| --------------------------------------------------- | ------------- | ------------------ | ------------------ | ------------- |
| Taxe d'habitation (TH)                              | 19,96 %       | 1,15 %             | 6,75 %             | 0,00 %        |
| Taxe foncière sur les propriétés bâties (TFPB)      | 21,73 %       | 2,09 %             | 13,28 %            | 3,32 %        |
| Taxe foncière sur les propriétés non bâties (TFPNB) | 65,53 %       | 6,27 %             | 27,65 %            | 8,63 %        |
| Taxe professionnelle (TP)                           | 0,00 %        | 13,84 %            | 8,85 %             | 2,51 %        |

La part régionale de la taxe d'habitation n'est pas applicable.
La commune d'Aigrefeuille-d'Aunis ne percevait pas la taxe professionnelle, celle-ci était perçue par la Communauté de communes Plaine d'Aunis. Mais la taxe professionnelle est remplacée en 2010 par la cotisation foncière des entreprises (CFE) portant sur la valeur locative des biens immobiliers et par la contribution sur la valeur ajoutée des entreprises (CVAE) (les deux formant la contribution économique territoriale (CET) qui est un impôt local instauré par la loi de finances pour 2010).

### Gendarmerie nationale
La ville est équipée d'une brigade de la Gendarmerie nationale située sur l'avenue des Marronniers, dans un nouveau bâtiment plus fonctionnel délaissant l'ancien bâtiment construit en 1875. Son rayon d'intervention recouvre la totalité du canton d'Aigrefeuille-d'Aunis.
La brigade d'Aigrefeuille-d'Aunis fonctionne en synergie avec celle de Surgères où les deux unités des forces de gendarmerie coordonnent leurs efforts au sein de la Communauté de brigades de Surgères et d'Aigrefeuille, connue sous le sigle de "COB Surgères/Aigrefeuille". Cette unité intervient sur les deux cantons qui rassemblent plus de 28 000 habitants et recouvre 23 communes. La COB Surgères/Aigrefeuille est habilitée à effectuer des opérations anti-délinquance (OAD) avec contrôles et fouilles de personnes et de véhicules, assistée occasionnellement par des moyens extra-unités (support aérien par hélicoptère, maître-chien anti-stupéfiant et patrouille supplémentaire du Psig de Rochefort).
La ville a inauguré sa nouvelle caserne de gendarmerie le 20 mai 2011 où celle-ci est dotée de bureaux rénovés et de nouveaux logements pour y loger 11 gendarmes et leurs familles.

### Jumelages
Depuis 1985, la commune d'Aigrefeuille-d'Aunis est jumelée avec Velden, bourg de l'arrondissement de Landshut dans le land de la Bavière, en Allemagne, situé à 60 km au nord-est de Munich.
 Velden (Allemagne).
Pour l'anecdote, ce jumelage a pour origine la captivité d'un habitant de la commune pendant la Seconde Guerre mondiale, Paul Métais.
Les échanges entre les deux villes durent depuis plus d'une vingtaine d'années et concernent les rencontres entre écoliers, pompiers, chorales et musiciens ainsi que les cyclistes. Concernant ces derniers, lors de la célébration des vingt ans d'amitié entre Velden et Aigrefeuille-d'Aunis, le club cycliste d'Aigrefeuille a rallié la ville allemande, soit 1 350 km en 9 jours.

### Politique environnementale
Dans son palmarès 2024, le Conseil national de villes et villages fleuris de France a attribué une fleur à la commune.

## Équipements et services

### Transports inter-urbains

#### Desserte routière
Des transports inter-urbains par autocars du réseau départemental Nouvelle-Aquitaine sont assurés régulièrement entre Aigrefeuille-d'Aunis et La Rochelle, Rochefort et Surgères.
La ville est desservie quotidiennement par la ligne principale no 11 La Rochelle-Surgères et par les lignes régulières secondaires no 195 et no 196, la première la mettant en contact avec Rochefort et desservant le canton sud d'Aigrefeuille et la seconde la reliant à La Rochelle via La Jarrie.

#### Desserte ferroviaire
La gare d'Aigrefeuille - Le Thou, située sur la commune du Thou, est fermée au trafic voyageurs le 3 juillet 1993[réf. nécessaire] lors de la mise en service commerciale de la desserte TGV Paris - La Rochelle. Pourtant, elle fut l'une des toutes premières stations ferroviaires à avoir été construite en Charente-Maritime. En effet, le chemin de fer est arrivé à Aigrefeuille en 1857, grâce à la Compagnie Paris Orléans (PO). C'était même une gare de bifurcation d'où se détachait une ligne vers Rochefort via Ciré et Breuil-Magné, l'état major maritime ayant interdit pour des raisons militaires la construction d'une ligne La Rochelle - Rochefort par la côte[réf. nécessaire]. La ligne de la côte fut finalement construite par Chatelaillon et la ligne Aigrefeuille - Rochefort fut abandonnée entre 1930 et 1940[réf. nécessaire]. Sa plateforme est utilisée aujourd’hui par la route départementale 5[réf. nécessaire].
La gare ferroviaire la plus proche pour les habitants d'Aigrefeuille est celle de Surgères, située à une quinzaine de kilomètres du centre-ville. La gare de Surgères fait partie des gares ferroviaires les plus importantes de la Charente-Maritime, située entre La Rochelle et Niort, sur la ligne TGV Paris - La Rochelle via Poitiers.
La réouverture de la gare d'Aigrefeuille - Le Thou aux voyageurs devrait être effective le 11 décembre 2016, après des travaux d'aménagements réalisés en 2016 (quais, ascenseurs, signalétique, etc.).
Depuis 2019, la gare a rouvert.

#### Desserte aérienne
L'aéroport le plus proche est celui de La Rochelle-Ile de Ré. Il est situé à 30 kilomètres à l'ouest de la ville. C'est le plus important aéroport de la région Poitou-Charentes par son trafic voyageurs (plus de 220 000 voyageurs par an) et le plus important entre Loire et Gironde.

### Santé
En matière de services de santé, la ville d'Aigrefeuille-d’Aunis est correctement équipée pour un centre de son importance. Un certain nombre de services sont donc représentés à la fois dans les secteurs médical et paramédical.

#### Services médicaux
Dans ce domaine, la commune est équipée de deux cabinets médicaux, dont l’un est situé en centre-ville. Ce dernier est un centre médical regroupant quatre médecins généralistes tandis qu'en périphérie de la ville-centre se trouve un second cabinet médical.
Le centre-ville regroupe également deux cabinets de soins dentaires.
Aigrefeuille-d'Aunis n'est pas équipée d'un centre de radiologie médicale ou IRM, elle dépend de Surgères pour ce type de prestation.
Si l'hôpital le plus proche est implanté à Rochefort à moins d'une vingtaine de kilomètres au sud d'Aigrefeuille-d'Aunis, la ville est cependant située dans le secteur du Centre Hospitalier de La Rochelle, à plus d’une vingtaine de kilomètres à l'ouest ; ce dernier offre une palette extrêmement étendue de soins, étant de plus le plus grand hôpital du département de la Charente-Maritime.

#### Services paramédicaux
Dans ce domaine, les prestations sont nettement plus élargies.
Les professions paramédicales sont représentées en ville par un centre de soins infirmiers à domicile, quatre kinésithérapeutes ainsi que deux orthophonistes et un pédicure-podologue. En périphérie du centre- ville, se trouvent disséminés un centre en soins infirmiers et un cabinet de kinésithérapie.
Aigefeuille-d'Aunis possède deux pharmacies, toutes deux situées en centre-ville, ainsi qu’un opticien-lunettier. À cela s'ajoute un laboratoire de prothèses dentaires.
La ville ne possède pas de laboratoire d'analyses médicales, le plus proche étant situé à Surgères.
Un service d’ambulanciers, implanté en périphérie du centre-ville, élargit la gamme des activités paramédicales de la ville. Il est relayé occasionnellement par les pompiers habilités à intervenir en situation d'urgence, la ville étant équipée d'un centre de secours, qui dépend du SDIS de Charente-Maritime.
Une clinique vétérinaire est implantée en ville et exerce ses prestations sur l'ensemble du canton d'Aigrefeuille-d'Aunis tandis qu'un centre d’insémination artificielle, un des derniers à être en activité dans le département, exerce un rayon d’action qui couvre tout le nord de la Charente-Maritime.

#### Services médico-sociaux
Une résidence pour personnes retraitées, dépendant du département de la Charente-Maritime, peut accueillir jusqu’à une soixantaine de résidents. Implanté dans un jardin paysager et situé à 300 mètres du centre-ville, cet établissement public de retraite a ouvert une unité spécialisée Alzheimer de 10 lits médicalisés.
Un service d’aide à domicile, relevant d’une importante structure départementale, a ouvert une antenne dans la ville.

### Enseignement
Environ 1 050 élèves fréquentent[Quand ?] les écoles et collèges implantés à Aigrefeuille-d’Aunis.

#### Écoles
Sur le plan scolaire, Aigrefeuille-d’Aunis regroupe des structures relevant de l’enseignement privé et public.
L’école maternelle et l’école primaire mixte qui relèvent du secteur public sont situées dans un complexe scolaire situé dans la rue des Écoles, à proximité du centre-ville. Ce groupe scolaire a été édifié en 1958, et a été successivement élargi en 1962, puis en 1977, date de son dernier agrandissement.
Dans le domaine privé, Aigrefeuille-d’Aunis possède un établissement qui dispense un enseignement sous contrat, le pensionnat du Saint-Sacrement, qui est situé rue de Virson, aux portes du centre-ville. Il est composé d'une école maternelle et d'une école élémentaire.

#### Collèges
Le collège, de construction moderne, a été édifié sur la route de Saint-Christophe. Il a été baptisé CES André-Dulin, nom de l’ancien président du conseil général de la Charente-Maritime et maire d’Aigrefeuille-d’Aunis. Ce collège a connu plusieurs phases d'agrandissement en raison de l'augmentation régulière des effectifs due à une démographie dynamique. Ainsi, après sa construction en 1955, il a été agrandi en 1964, puis en 1972. C’est l’un des collèges les plus importants de la Charente-Maritime par son effectif scolaire puisqu’il reçoit 715 élèves chaque année, lesquels sont encadrés par un corps professoral d’une cinquantaine d’enseignants.
Le secteur du collège couvre les onze communes du canton d'Aigrefeuille-d'Aunis et relève de la circonscription de Rochefort dans l’Inspection académique du département.
Le collège du Saint-Sacrement, collège privé, a un recrutement qui dépasse les seules limites du canton d’Aigefeuille-d’Aunis. Il possédait un internat qui a été supprimé dans les années 1990 et qui a été remplacé par un réseau de familles d’accueil. L’ancienne chapelle qui a été rénovée en 1991 offre une belle salle pour les conférences et la chorale du collège.
Cette école privée fait partie des dix écoles privées du département de la Charente-Maritime. Elle travaille en réseau avec les écoles privées de Surgères et de Marans. Ce site accueille moins de 200 élèves, mais ses effectifs sont en progression.

### Sports
Les équipements sportifs sont nombreux pour une ville de cette dimension où se trouvent un stade de football, un stade de rugby, une piste d’athlétisme, une piscine découverte intercommunale, un nouveau dojo intercommunal, plusieurs courts de tennis et un gymnase.
En fait, depuis l'année 2010, la municipalité d'Aigrefeuille-d'Aunis a inauguré un tout nouveau complexe sportif sur la route de Saint-Christophe, au nord-ouest de la ville-centre. Celui-ci s'étend sur 45 000 m2 comprenant un terrain d'honneur, un terrain d'entraînement, un terrain de jeux à 9, une plaine de jeux pour enfants, des tribunes et des vestiaires.
Dans un proche avenir[Quand ?], la commune envisage avec l'aide de la communauté de communes Plaine d'Aunis l'agrandissement du terrain de rugby.

### Cultes
Aigrefeuille-d'Aunis appartient au diocèse catholique de La Rochelle et Saintes et à l'archidiocèse métropolitain de Poitiers. (avant 2002, à l'archidiocèse de Bordeaux).
L'église catholique d'Aigrefeuille-d'Aunis assure le service religieux.
La commune ne possède pas de temple protestant, cependant le culte est célébré à La Rochelle ou à Rochefort.

### Marchés
Les marchés se déroulent sur la place de la République. Ouverts à l'année, ils ont lieu chaque samedi matin de 8 heures 30 à 12 heures 30.
Des foires mensuelles ont lieu chaque mardi à Aigrefeuille-d'Aunis.

### Associations
La vie associative dans la commune est remarquablement riche, les arts et la culture étant particulièrement bien représentés.
Outre la bibliothèque municipale, deux chorales, la danse, des ateliers d'écriture, l’histoire locale, la musique, le théâtre y sont représentés.

### Médias
La ville d'Aigrefeuille-d'Aunis est desservie par le quotidien régional Sud Ouest, qui a une antenne à La Rochelle, et le journal hebdomadaire Charente-Maritime-Hebdo, dont le siège est à Surgères.

### Télévision
La commune est desservie par l'émetteur de La Rochelle- ZUP de Mireuil (en réception analogique et en numérique terrestre, TNT). La diffusion numérique de cet émetteur a été activée en octobre 2006, afin de pallier les déficiences de l'émetteur de Niort-Maisonneuve (altération ponctuelle du signal signalées dans certaines zones de la Charente-Maritime). L'ensemble des chaînes nationales sont diffusées, y compris la version régionale de France 3, France 3 Poitou-Charentes, et son décrochage local, France 3 Atlantique.

## Culture locale et patrimoine

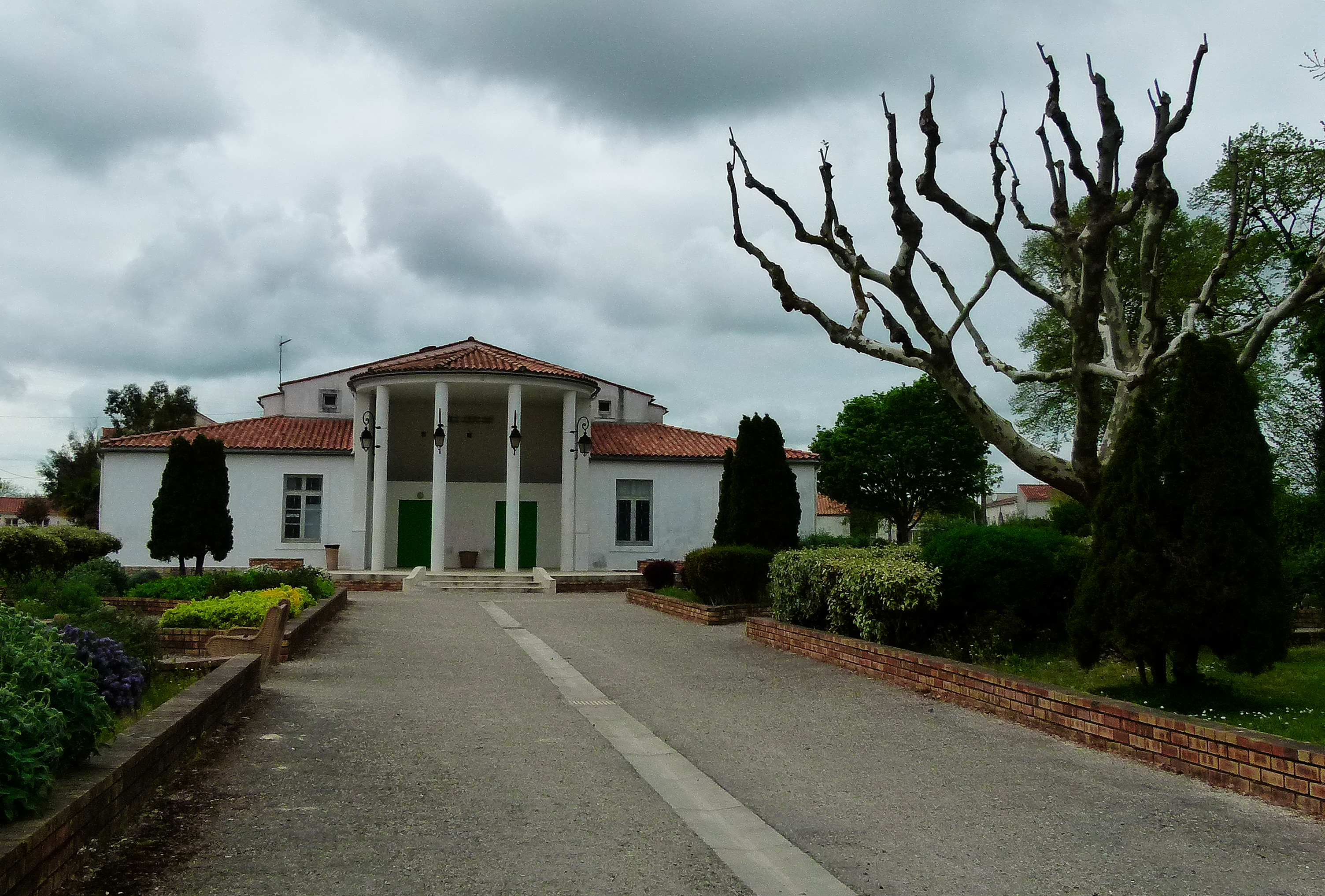
La salle des Fêtes construite en 1952 et le parc arboré d'Aigrefeuille-d'Aunis.

Les équipements culturels sont remarquablement étoffés pour une ville de cette dimension.
- une salle des Fêtes,
- une salle polyvalente,
- une bibliothèque municipale,
- une école de musique et de danse.

La ville possède une vie associative très riche.

### Lieux et monuments

#### L'église Saint-Étienne
L'église Saint-Étienne, construite au milieu du XIIe siècle, a connu de nombreux remaniements au cours de son histoire Dépendante à l'origine du chapitre de Soubise, l'ancienne église était une modeste construction de style roman. Plusieurs campagnes menées à partir du XIVe siècle conduisirent à l'agrandissement du sanctuaire, lequel fut couvert de croisées d'ogives et doté d'un chevet plat, ainsi qu'à la construction de chapelles latérales rectangulaires remplaçant les anciennes absidioles romanes.
La façade actuelle, flanquée de deux puissants contreforts, est fortement remaniée au XVIIIe siècle.
Une nouvelle campagne de travaux menée au siècle suivant conduit au remplacement de l'ancien clocher médiéval, auparavant établi à la croisée du transept, par un campanile néo-roman surmonté d'une flèche octogonale en pierre cantonnée de quatre pinacles ajourés. Cette configuration le distingue de nombre d'églises de l'Aunis, souvent dotées de campenards.
Parmi les éléments remarquables, notons les croisillons romans, seuls témoignages de l'édifice originel, qui conservent leurs voûtes en berceau brisé du XIIe siècle, ainsi que plusieurs chapiteaux historiés. Les croisées d'ogives de la nef reposent sur des culots sculptés. Un tabernacle en bois datant de la première moitié du XVIIIe siècle est conservé dans la sacristie.
À proximité immédiate de l'église, la place de la République - anciennement dénommée place de l'Église, puis place du Maréchal-Pétain durant l'occupation - a connu bien des transformations et embellissements. Elle demeure le cœur de la ville et offre une intéressante perspective sur le sanctuaire. Le monument aux morts qui s'y trouve, œuvre de l'architecte Béraud, date de 1920.

#### Le collège du Saint-Sacrement
Cette institution religieuse voit le jour en 1857 à la demande de l'évêque de La Rochelle, Jean-François Landriot. Quatre sœurs du Saint-Sacrement d'Autun se chargent de la gestion de l'établissement, qui compte près d'une centaine d'élèves à la veille du siècle dernier. le collège est converti en hôpital pendant la Première Guerre mondiale.
Les bâtiments sont édifiés en pierre de taille et se caractérisent par un certain académisme. Une nouvelle chapelle néo-gothique vient remplacer un premier oratoire en 1885.

#### L'hôtel de ville
L'hôtel de ville, édifié également en pierre de taille, avec bandeau entre les étages et fronton triangulaire, est l'un des édifices les plus anciens de la ville, datant de la période de la fin du Second Empire. Il fut inauguré en 1870.

#### L'ancienne gendarmerie
L'ancien bâtiment de la maréchaussée, édifié pendant la IIIe République, en 1876, est du même style néo-classique que la mairie et construit en pierre de taille. Cet édifice élégant abrite aujourd’hui les services sociaux de la mairie.

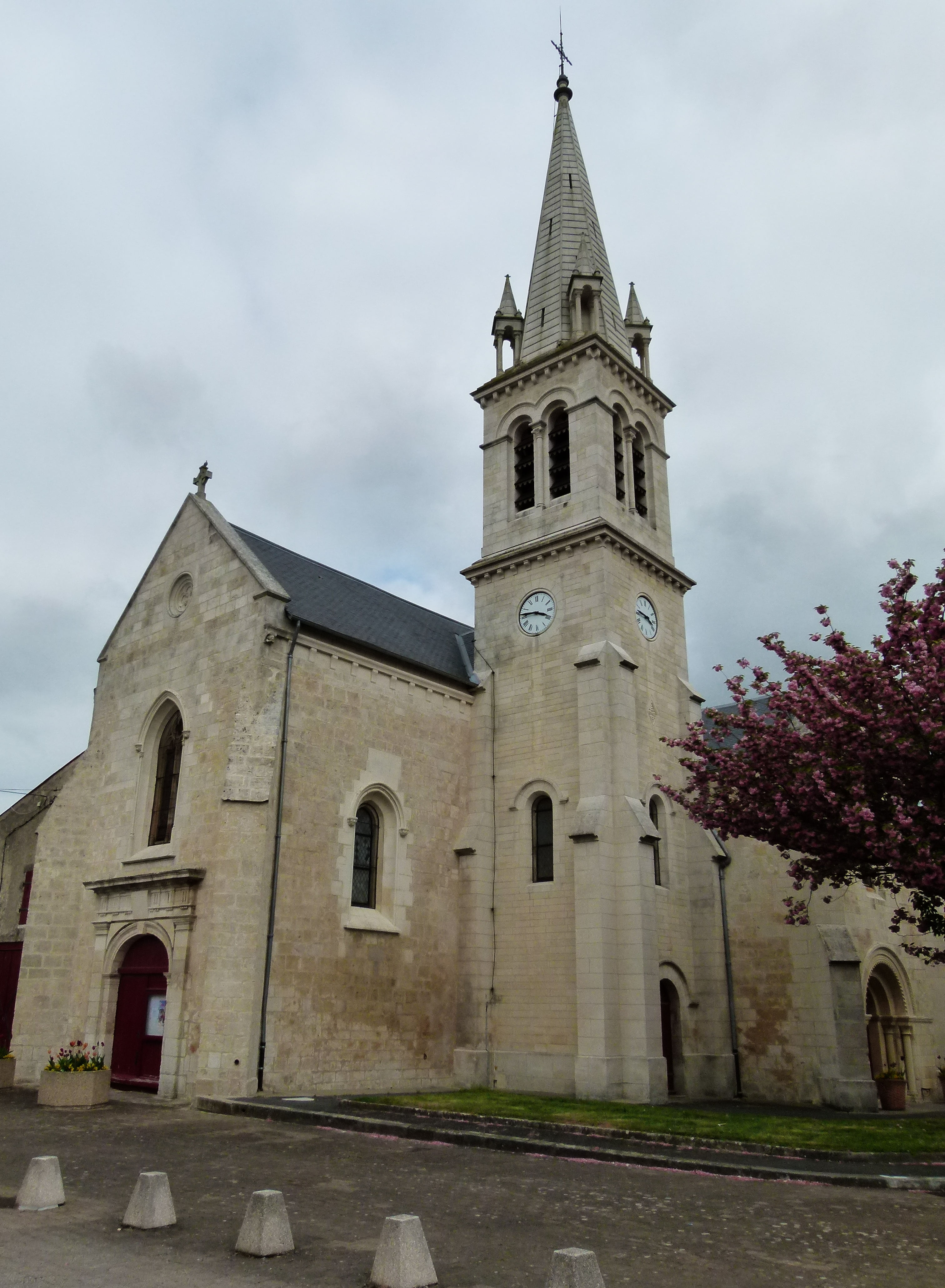
L'église Saint-Étienne d'Aigrefeuille-d'Aunis a été beaucoup remaniée au XIXe siècle.
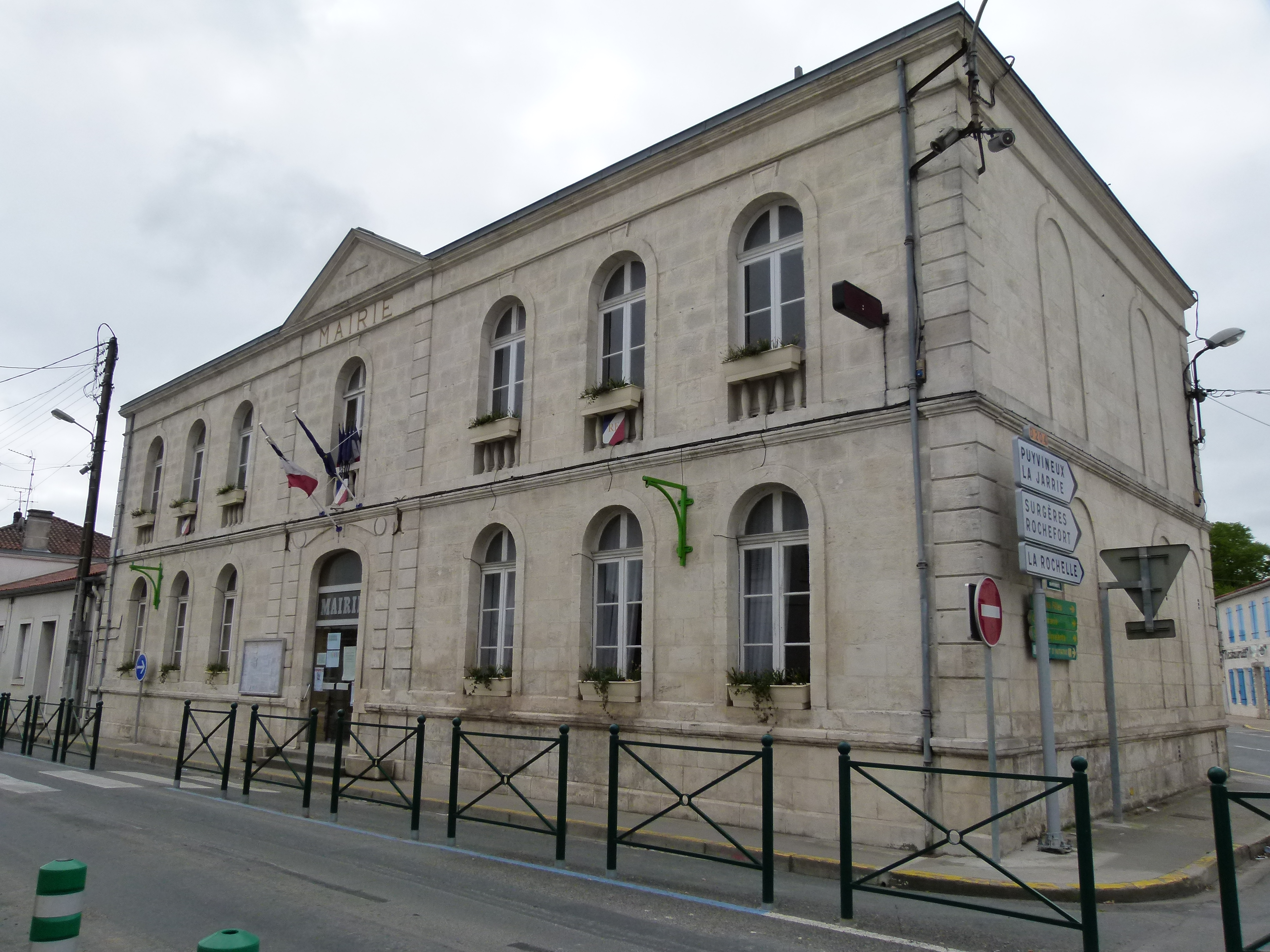
La mairie d'Aigrefeuille-d'Aunis vue depuis la place de la République.
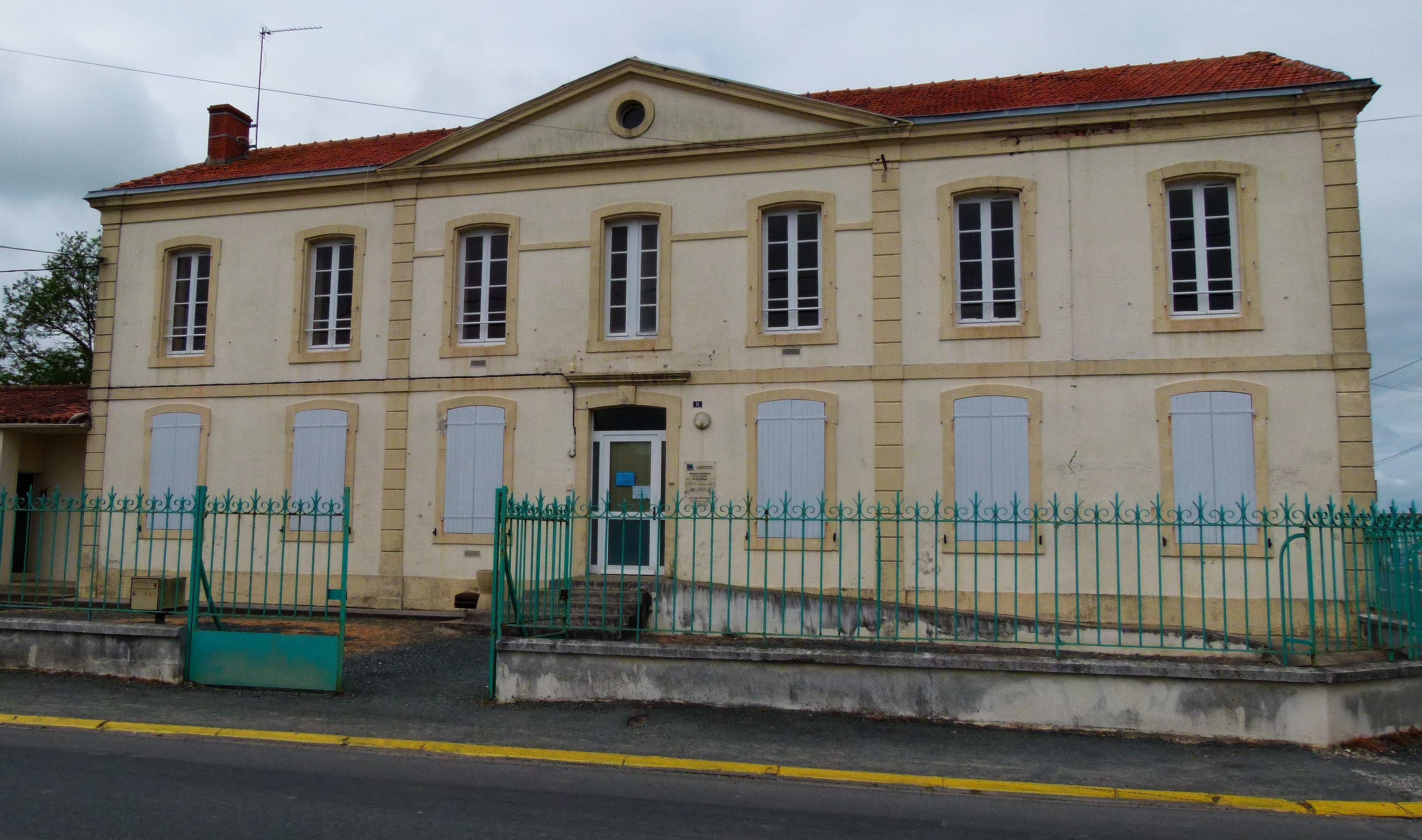
Le bâtiment en pierres de taille de l'ancienne gendarmerie a été inauguré en 1876.
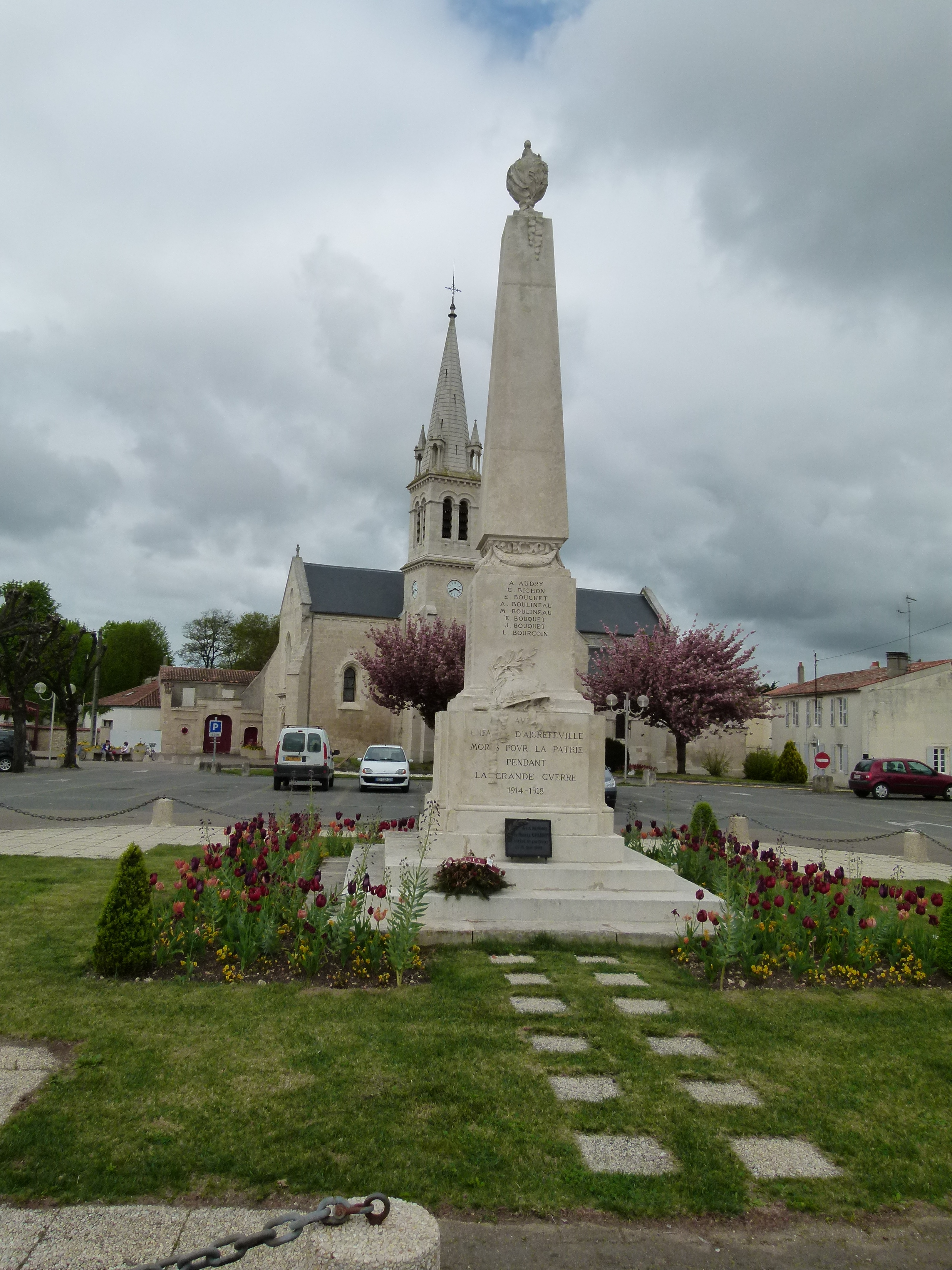
Le monument aux morts sur la place de la République.

### Aigrefeuille-d'Aunis dans les arts
Aigrefeuille-d'Aunis est citée dans le poème d’Aragon, Le conscrit des cent villages, écrit comme acte de Résistance intellectuelle de manière clandestine au printemps 1943, pendant la Seconde Guerre mondiale.

### Personnalités liées à la commune
- André Dulin, maire d'Aigrefeuille-d'Aunis.
- Louise Marot, relieur, née dans la commune.

### Héraldique
| Blason de Aigrefeuille-d'Aunis | Blason  | De gueules à la perdrix couronnée d'or.                                                            |
| Blason de Aigrefeuille-d'Aunis | Détails | La commune est titulaire de la croix de guerre 1939-1945. Adopté par le conseil municipal en 1980. |